# Història de Creta

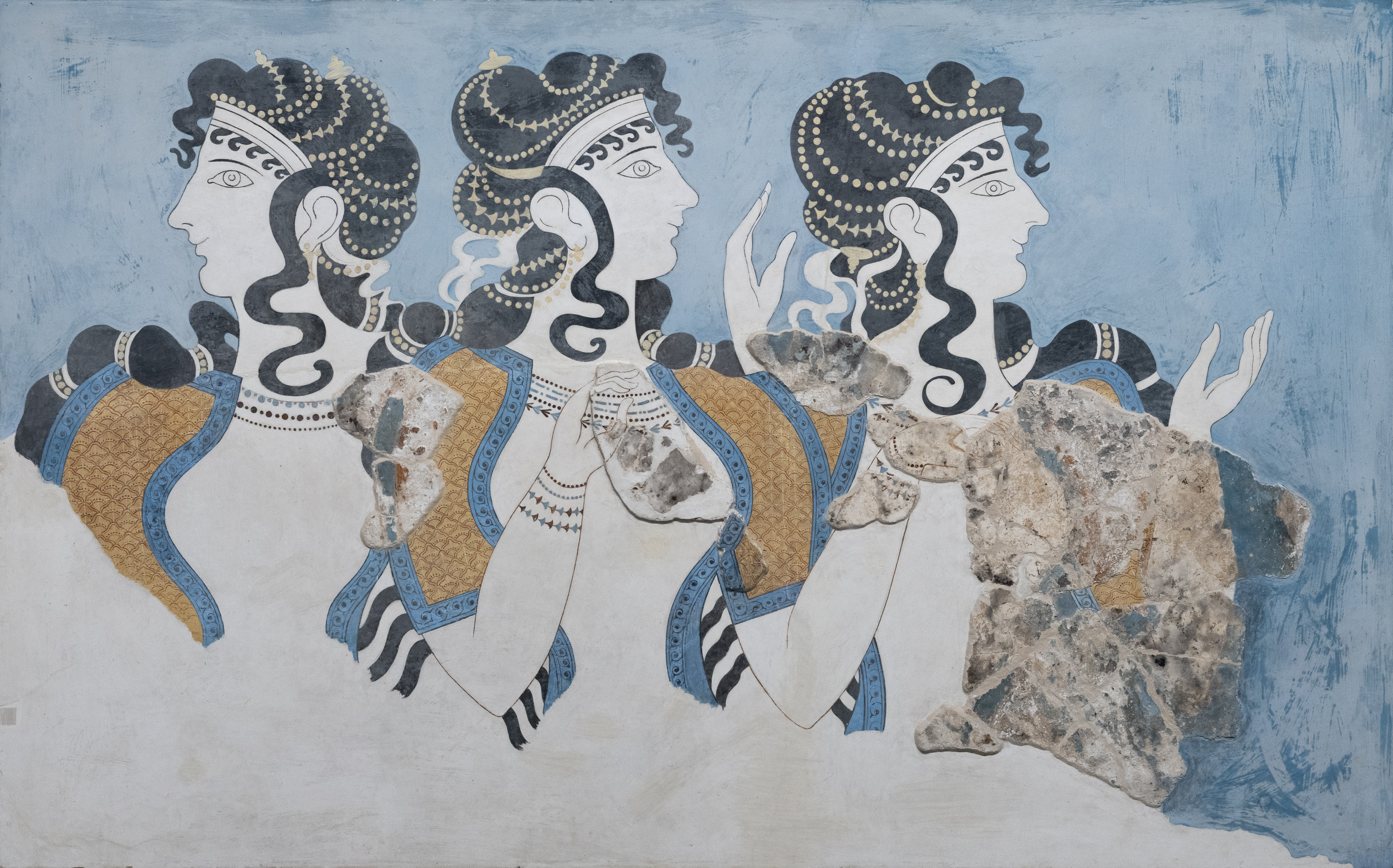
Un dels frescs del palau de Cnossos. Civilització minoica

Creta és l'illa més gran de Grècia i una de les més meridionals d'aquest país, estat del qual forma part des de 1913. Representa una de les fronteres simbòliques entre Orient i Occident; de fet, es troba en una posició equidistant entre Europa, Àsia i Àfrica, i això li ha proporcionat una rica història alhora que l'ha fet subjecte de nombrosos conflictes entre diversos pobles pel control de la Mediterrània.
Ha estat habitada almenys des del Neolític i ha estat el bressol de la civilització minoica, que dominà la Mediterrània oriental des del mil·lenni iv fins al mil·lenni i aC, abans d'esfondrar-se davant l'apogeu de la Grècia continental.
Quan Roma dirigí els seus interessos cap a l'Orient, l'illa formà part d'una etapa d'expansió de l'Imperi romà. Després de la partició de l'imperi, Creta s'integrà en l'Imperi Romà d'Orient. Al segle ix passà a estar sota domini àrab i després de la Quarta Croada i la partició de l'Imperi Romà d'Orient entre els regnes francs caigué sota domini venecià. Creta fou llavors dividida entre l'ocupació llatina i l'herència romana d'Orient, i la seua posició era estratègica per a la defensa del comerç venecià a la Mediterrània.
En totes les etapes de la seua història, l'illa ha estat objecte de la cobdícia dels pirates, que en feren una base per a les seues corregudes. Els actes de pirateria i l'amenaça que això significava per al comerç fou sovint el pretext per a la intervenció i ocupació de l'illa per part de diferents pobles que hi tenien interessos.
Creta passà a estar sota domini otomà durant el segle xvii. La seua història ha estat marcada per rebel·lions del poble cretenc contra els seus diferents ocupants, que es feren més freqüents durant els tres segles d'ocupació otomana, sobretot durant el segle xix. Creta aconseguí deslliurar-se del poder turc des de 1897, però no s'integrà a Grècia fins al 1913.
Fou teatre d'enfrontaments durant la Segona Guerra Mundial, a més de ser una de les zones gregues ocupades per Alemanya durant la repartició de Grècia entre Alemanya, Itàlia i Bulgària.
Ha estat des de fa força temps una terra d'emigració, i ha patit un gran èxode rural. L'auge del turisme des de la dècada de 1970 li ha aportat una certa remuntada econòmica.

## Prehistòria

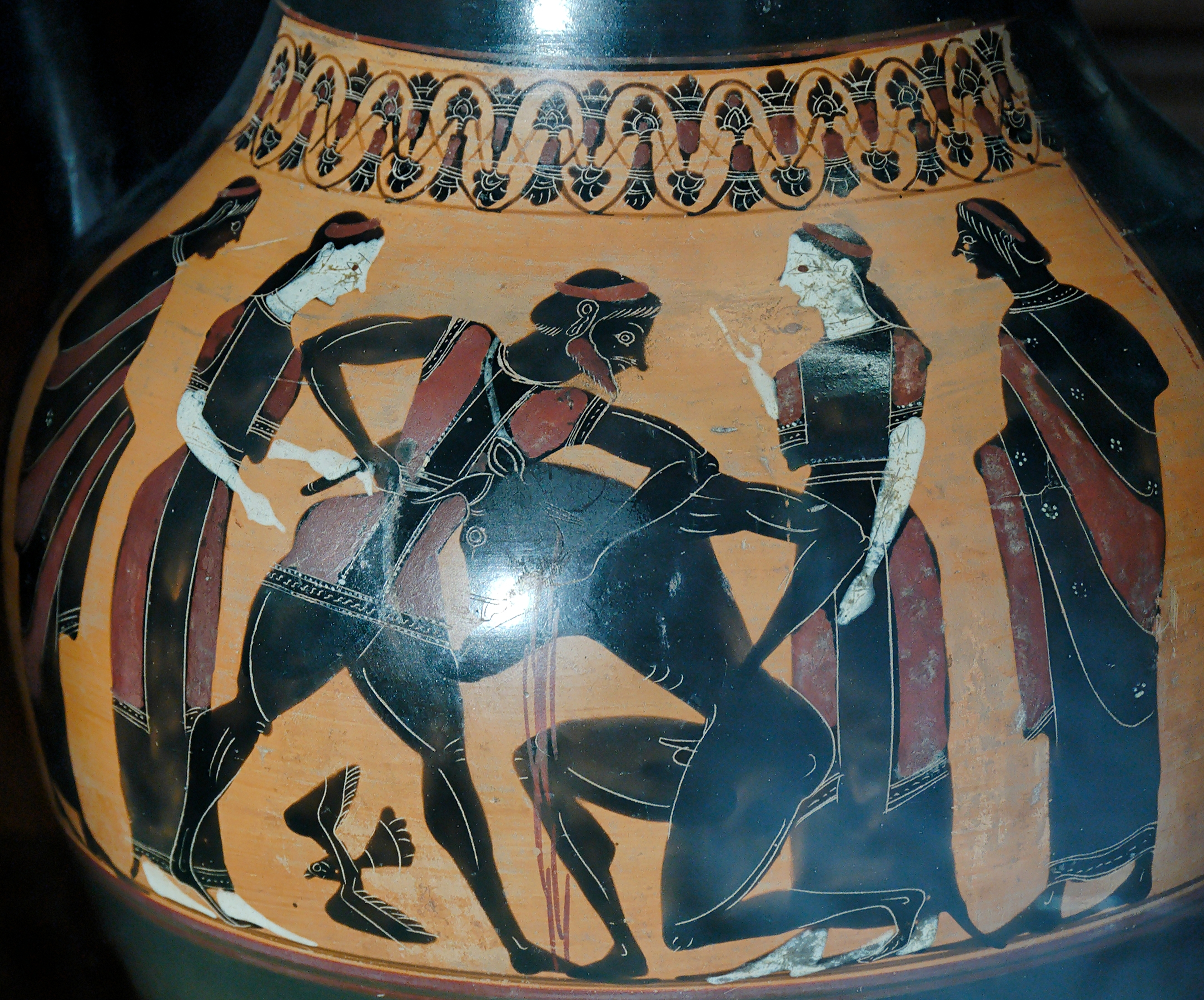
Teseu i el Minotaure, detall d'una àmfora del grup de Londres B 174, cap al 540 aC, Museu del Louvre

Se sap sobre l'aparició de l'antiga civilització cretenca perquè n'han sobreviscut alguns pocs testimoniatges escrits fins a l'actualitat. Això contrasta amb la riquesa de palaus, cases, camins, pintures i escultures d'aquesta època. A més, la història cretenca està esquitxada de llegendes (com les del rei Minos, Teseu, el Minotaure, o Dèdal i Ícar) que han arribat fins als nostres dies pels historiadors i poetes grecs.
A manca de fonts escrites, la cronologia de la història de Creta s'ha basat en l'estil de la terrisseria egea i de l'Orient Pròxim, de manera que els estudis cronològics s'han realitzat a partir d'objectes comprats pels cretencs a altres civilitzacions (per exemple a l'egípcia). Per als temps més antics, la datació per carboni 14 de restes orgàniques i de carbó vegetal ofereix dades independents: es creu que Creta fou poblada a partir del mil·lenni vii aC, com ho proven nombroses estelles d'obsidiana trobades a l'est de Càndia (Heràclio), així com les pintures rupestres d'Asfendou Sfakion, que representen animals amb banyes i motius abstractes.
La presència d'humans es fa palesa des del Neolític. A la regió de Réthimno aparegueren eines d'os i banya corresponents a aquest període, segurament del període interglaciar, però cap prova encara no n'és gaire convincent. Una altra teoria apunta a l'establiment humà a l'illa des del Paleolític. En l'últim període glacial, el nivell de la Mediterrània es trobava cent metres per sota del nivell actual, per la qual cosa hauria estat relativament fàcil arribar a l'illa des del Peloponés.
A Creta s'ha descobert l'existència d'una fauna del plistocé, amb restes d'hipopòtams nans a l'altiplà de Katharós, cavalls i elefants nans, cérvols nans (Praemegaceros cretensis), rosegadors gegants, insectívors, teixons, i una espècie de llúdria terrestre. No hi hagué grans carnívors, i la majoria dels animals desaparegueren al final de l'última glaciació. No és segur que l'ésser humà haja tingut un paper en aquestes extincions, com sí que hi ha indicis que ho feu en altres illes mediterrànies com Sicília, Xipre i Mallorca. Fins a l'actualitat, no s'han trobat ossades d'aquesta fauna endèmica en jaciments neolítics.

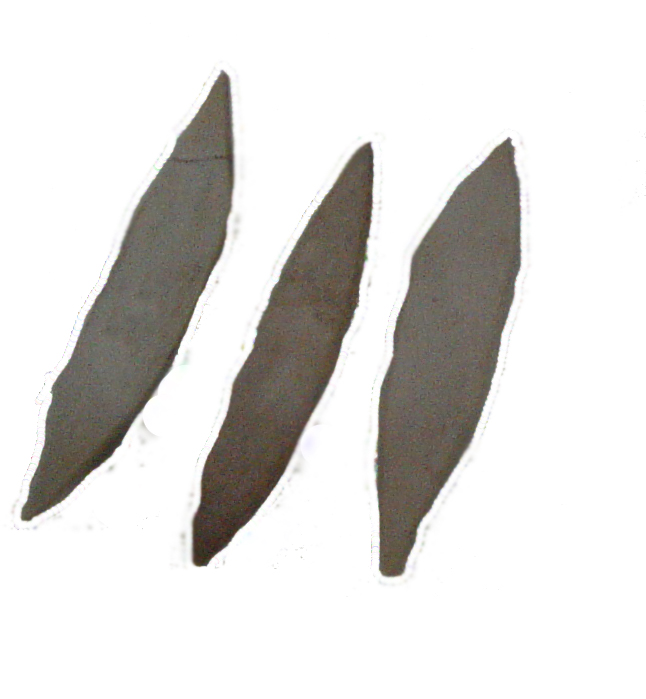
Fulles de pedra tallada, originàries del Neolític (Museu Arqueològic de Càndia)

Els primers habitants hi arribaren possiblement de l'est: Anatòlia, Cilícia, i potser Canaan. Hi introdugueren animals domèstics, com ovelles, cabres, porcs i gossos, i també el conreu de cereals i hortalisses. Fins hui, el lloc de Cnossos, l'ocupació del qual es remunta al mil·lenni vii aC (estrat X), roman com l'únic lloc aceràmic (o preceràmic). El fet que cap peça de terrisseria s'haja trobat en l'estrat X fa pensar que l'ocupació del lloc fou anterior a l'aparició de la ceràmica. El lloc ocupa uns 350.000 m². Les rares ossades trobades són dels animals esmentats, i també de cérvols, teixons, martes i ratolins: l'extinció de la megafauna local no hi deixà gaires peces de caça. La ceràmica neolítica s'ha trobat a Cnossos i a les grutes de Lera i Gerani. En el neolític tardà hi proliferaren els nuclis de població, la qual cosa dona testimoniatge d'un creixement demogràfic. Durant aquest període, s'hi introduïren l'ase i el conill, i es caçaven el cérvol i el kri-kri, una cabra salvatge que conserva les característiques de les primeres domesticacions.
La ceràmica del Neolític evolucionà durant aquest període. Simple i sense decoració al principi del Neolític, es tornà més sofisticada, amb gravats, mentre que les tècniques de fabricació semblen massa avançades per a l'època. Les peces de terrissa, de color negre i vermell, eren cuites en forns oberts. Les primeres estatuetes apareixen en aquesta època, elaborades amb argila, pissarra, pedra, marbre o petxines. A la fi del Neolític, hi ha sobretot figures femenines que tenen ressaltades les parts del cos relacionades amb la fecunditat.
En el Neolític preceràmic, l'habitatge el componen cabanes elaborades amb troncs de fusta, i sòl de terra batuda. A Creta es troba una particularitat absent en la resta de la mar Egea: tombes de xiquets dins de les cases. A partir del Neolític antic, les excavacions de Cnossos mostren que les cases tenien peces contigües de murs de pedra i maó recoberts. Els sostres són plans i d'un entreteixit de fusta. En el neolític antic II, les cases s'equipaven amb graons de terracota. Els morts eren enterrats amb peces de ceràmica i joies de pedra. Nombroses grutes s'ocuparen com a habitatges, sobretot a les regions més muntanyenques. Sovint hi enterraven els morts, una pràctica prou corrent fins i tot després que en el neolític les abandonaren per establir-se en cases construïdes.
Les relacions de Creta amb la resta de la mar Egea semblen haver-se desenvolupat essencialment cap al final del Neolític. La ceràmica pintada de roig i polida fa suposar que tingueren relacions amb les regions nord i orient de l'Egeu, on es troben ceràmiques idèntiques. La introducció de l'obsidiana, provinent de Melos i de Nísiros per a la fabricació de petites eines, pressuposa el sorgiment de la navegació a l'Egeu.

## Antiguitat

### Creta minoica i micènica

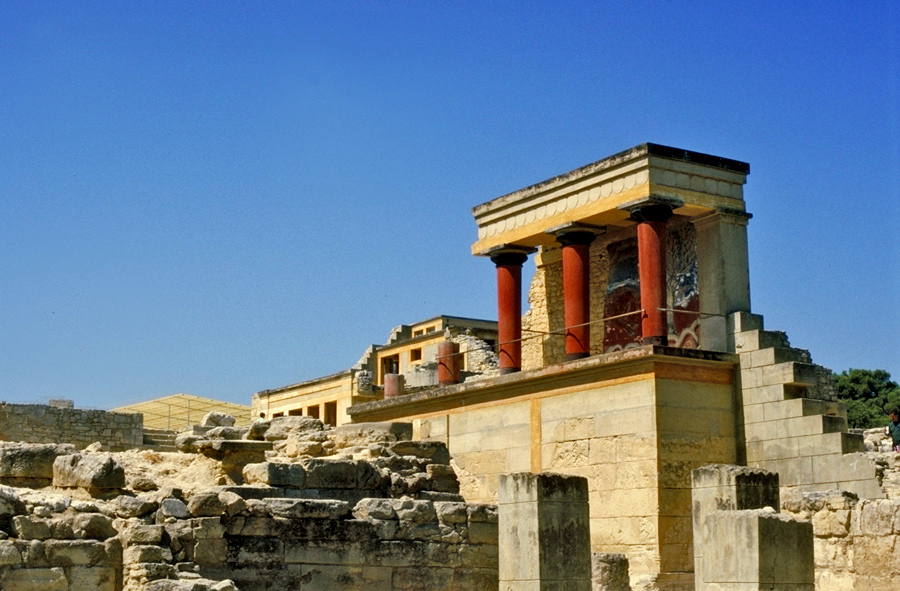
Palau de Cnossos. A partir de les excavacions de Cnossos, Arthur Evans elabora una cronologia de la civilització minoica

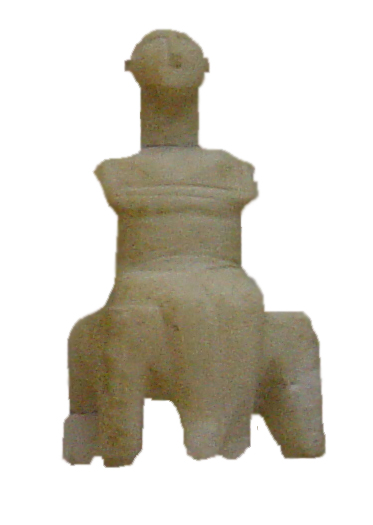
Estatueta sedent de marbre, de tipus ciclàcic

La cronologia de la història antiga de Creta s'establí a partir de les excavacions d'Arthur Evans, que tractà de reconstruir-la comparant-la amb la història de Troia, les Cíclades, Grècia, Egipte i Mesopotàmia a partir d'objectes anatòlics, siriofenicis o egipcis trobats a Creta, i a partir d'objectes cretencs trobats en aquestes regions. La cronologia d'Evans relaciona el període comprés entre la fi de neolític i la invasió dels aqueus amb el rei Minos, i per això anomena minoica la civilització d'aquesta època. Basant-se en la terrissa, Evans distingeix tres subperíodes del minoic: el minoic antic, el minoic mitjà, i el minoic recent, al seu torn subdividits.
Les cronologies més recents esmenen la d'Evans, i es basen en la introducció dels metalls a Creta i en la construcció i destrucció dels palaus (èpoques prepalatina, protopalatina i neopalatina).

#### Època prepalatina
La civilització minoica és la més important de l'edat de bronze del món grec. La tesi d'Arthur Evans que assenyala que la introducció dels metalls a Creta es degué a immigrants arribats d'Egipte es considera obsoleta. La teoria actual més acceptada estableix que tota la regió de l'Egeu estigué habitada per un poble denominat prehel·lènic o egeu. Egipte sembla molt llunyà per exercir una influència important en aquesta època; per contra, la península d'Anatòlia potser influí en la iniciació de Creta en les arts dels metalls. La difusió de l'ús del bronze a la mar Egea es relaciona amb grans moviments de població des de les costes d'Àsia Menor cap a Creta, les Cíclades i el sud de Grècia; aquestes regions es desenvoluparen molt aviat socialment i cultural, sobretot per l'auge de les relacions comercials entre Àsia Menor i Xipre.
Gràcies a la navegació, Creta ocupà un lloc predominant a l'Egeu. L'ús dels metalls multiplicà les transaccions amb els països productors: els cretencs buscaven coure a Xipre, or a Egipte, i plata i obsidiana a les Cíclades. Sota la influència d'aquesta activitat en creixement nasqueren ports com Zakros i Palékastro a la costa oriental, i els illots de Mochlos i Psira a la septentrional esdevingueren els principals centres d'intercanvi amb Anatòlia. La importància d'aquest comerç explica la preponderància de la part oriental de l'illa, que en constituí el centre més actiu: mentre Cnossos no tenia més que una civilització subneolítica, Malia tenia categoria de metròpoli. En aquesta època s'expandiren comunitats d'agricultors i ramaders a la plana de Messara. Sembla que des del minoic antic, els petits llogarets es multiplicaren, mentre que les granges aïllades es feren cada vegada més escasses.
La generalització de l'ús del bronze desplaçà el centre de gravetat de l'illa cap a la zona geogràfica central, on les ciutats emergents competiren amb les de la part oriental. A més, les noves matèries primeres desviaren l'atenció dels cretencs de l'Àsia Menor; per exemple, l'estany d'Ibèria, de Gàl·lia, o de Cornualla arribà a les costes sicilianes i de l'Adriàtic i algunes ciutats orientaren el comerç cap a aquestes regions. Així augmentà la població a la desembocadura del riu Kairatos. Un camí travessava Creta per la zona mitjana, amb Cnossos i Festos com a nuclis principals.
Pel que fa a l'agricultura, gràcies a les excavacions arqueològiques se sap que s'hi conreaven diverses espècies de cereals i verdures, i que alguns importants productes agrícoles com l'oli i el vi ja s'elaboraven a Creta.

#### Època protopalatina

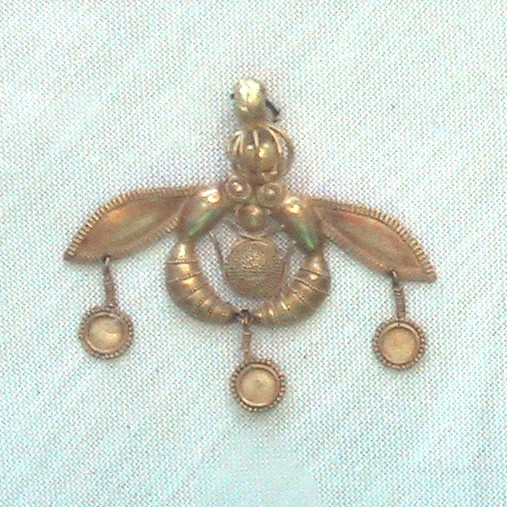
Arracada d'or formada per dues abelles. Malia

Mentre que per a la Grècia continental es considera el bronze mitjà com un període de transició, per a Creta, per contra, fou d'una gran prosperitat. La Creta dels grans palaus conegué una florida comercial excepcional, amb la consegüent preponderància cretenca de l'Egeu: les illes de Milo, Delos o Thera (Santorí) foren factories comercials de Creta, i sobrepassà econòmicament a Egina, l'Argòlida, Grècia central i Xipre. Aquesta expansió comercial es tradueix en l'abundància de peces de ceràmica minoiques trobades fora de Creta, com a Messènia o Lacònia. A les illes de Ceos o Samotràcia s'han trobat també segells minoics en forma de discs de terracota. Hi ha fonts històriques escrites que descriuen les relacions de Creta amb altres països, com uns texts del segle xviii aC apareguts a Mari, que expliquen que Creta importava matèries primeres (bronze, estany, ivori) i exportava objectes de luxe elaborats, com armes, roba i calçat.
Les recerques arqueològiques mostren un canvi important en la civilització minoica pels volts del 2000 aC. El factor principal d'aquest canvi fou la fundació dels primers palaus, que representaven la concentració del poder en alguns nuclis.

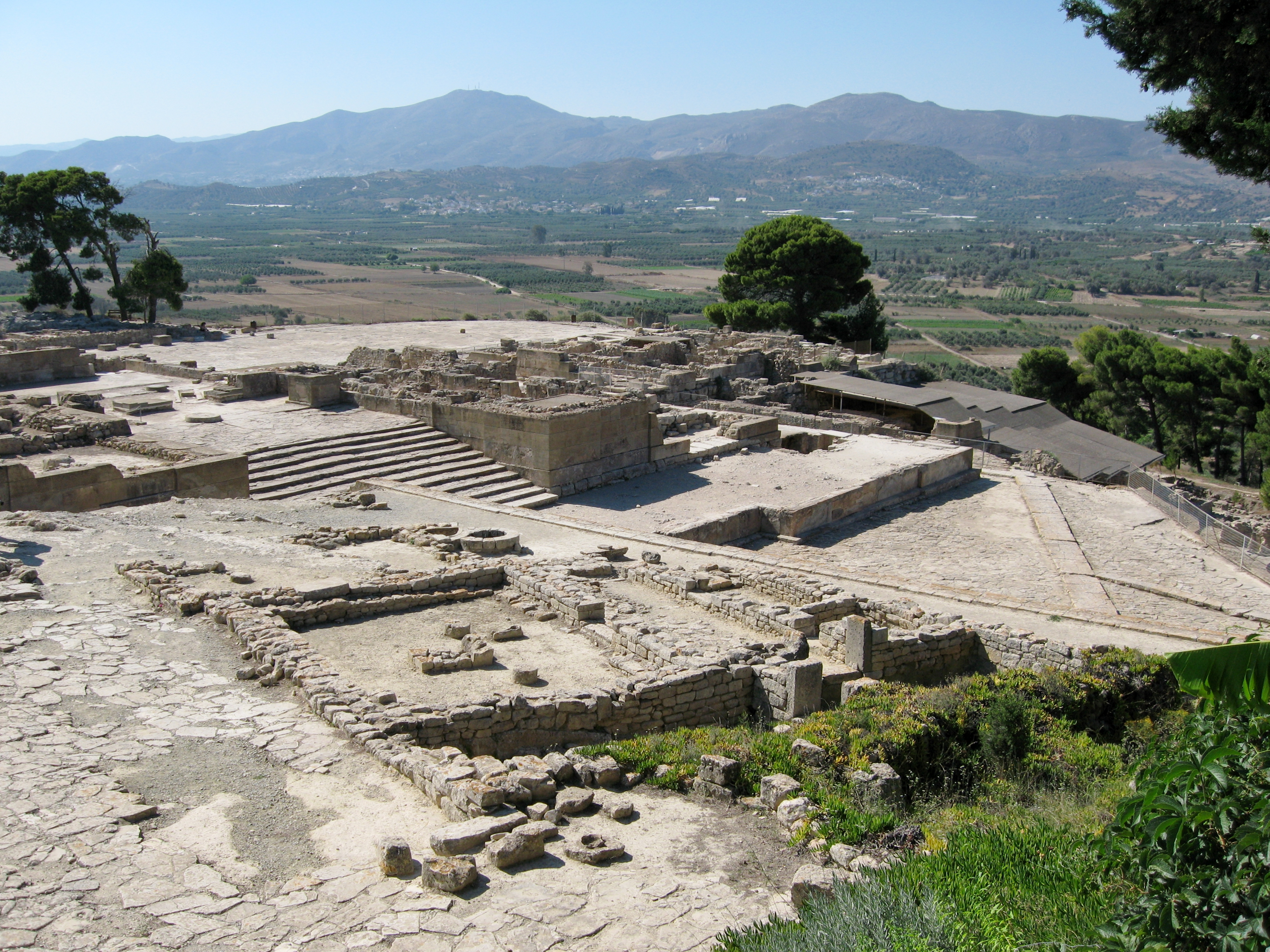
Les ruïnes del palau de Festos, destruït definitivament cap al 1500 ae

Cap al 1700 aC, els palaus cretencs foren destruïts. Els historiadors dissenteixen sobre el perquè d'aquesta destrucció. Alguns opinen que es degué a una invasió indoeuropea, en particular dels lidis provinents d'Anatòlia. Altres l'atribueixen a una invasió dels hicsos des d'Egipte, o a conflictes interns, com una guerra civil. També hi ha una hipòtesi sobre un terratrèmol, possiblement per l'erupció del volcà de l'illa Santorí (entre 1627 i 1590 aC); però un sinistre de tal naturalesa només hauria afectat la part central de l'illa, i el palau de Màlia se'n salvà de la destrucció.
Aquesta catàstrofe no posà fi a la civilització minoica. Els palaus es reconstruïren i la cultura minoica entrà en el que s'ha considerat l'època daurada. El període dels nous palaus es divideix en tres fases: de 1700 a 1600 aC fou un període de reconstrucció; de 1600 a 1500 aC fou l'apogeu dels minoics, i de 1500 a 1400 aC s'expandí la influència minoica sobre els altres pobles del Mediterrani, en particular sobre els micènics del Peloponés. A Cnossos, Festos, Agia Triada o Malia es construïren nous palaus o s'embelliren els antics amb innovacions arquitectòniques, com l'ús de columnes de xiprer o el sistema de pous de llum. La regió oriental de l'illa renasqué: el palau de Malia, abandonat des de 1900 aC, s'ocupà de nou. Els palaus eren de grans dimensions, composts de dos nivells o més, i mostren aspectes semblants. S'alçaven al voltant d'un gran pati central i encloïen un sistema complex d'edificis intricats; estaven equipats amb un sistema d'aprovisionament d'aigua i de drenatge.

#### Creta micènica
Les restes arqueològiques mostren establiments micènics a l'illa des de l'any 1380 aC. Aquesta nova fase de la història minoica es denomina «micènica» i, per tant, fou una dependència del continent, sense que per això perdés la seua identitat.

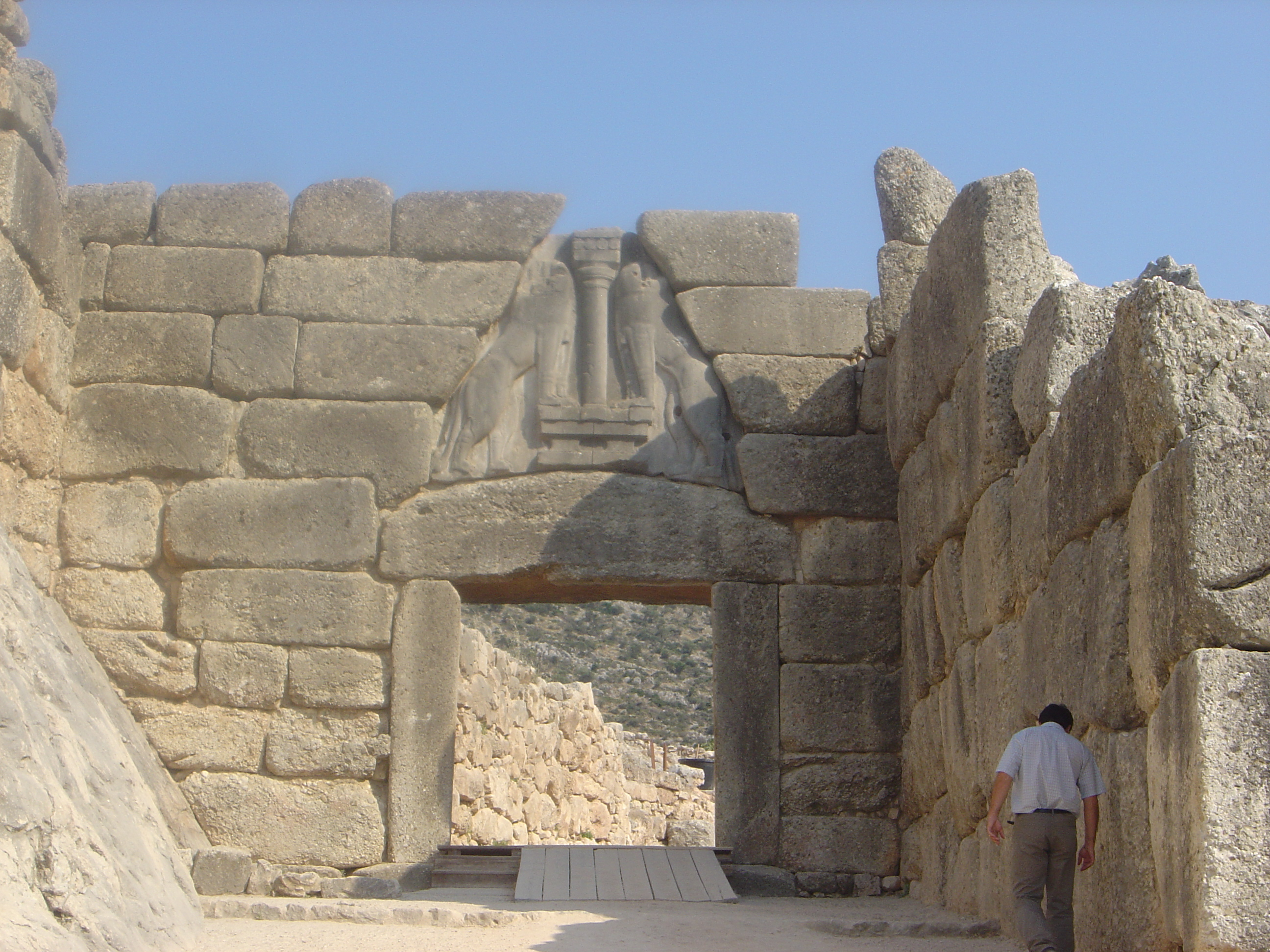
La porta dels Lleons, un dels símbols de Micenes. Aquesta ciutat del Peloponés tingué molta importància a Creta al final del període minoic

La presència micènica, la repleguen les llegendes d'èpoques posteriors i la toponímia d'alguns llocs. Agamèmnon, rei de Micenes, seria el fundador de Lappa, Tegea, o Pèrgam. Els noms de llocs com Gortina o Arcàdia són d'origen peloponés i daten de l'ocupació micènica. Homer, en la Ilíada, descriu Creta com la terra de cent ciutats i n'esmenta set que participaren en la Guerra de Troia, dirigides per Idomeneu i Meríones, liderats per Agamèmnon. Els vuitanta vaixells aportats per Creta formaren una de les més grans contribucions a la guerra.
És en aquest període històric quan s'importen els déus grecs per reemplaçar-ne els minoics. Zeus, Posidó, Hera i Atenea substituïren la dea mare. Hi persistiren, però, alguns elements de la religió minoica, com demostren les taules en lineal B que esmenten una sacerdotessa dels vents o una mestressa del laberint. El culte a Zeus nen és també considerat com cretenc. En sentit invers, Cnossos manté influència en algunes zones de l'Egeu en certs aspectes: les armes i la joieria de Cnossos són adoptades pel continent.
A la fi del segle xii aC Creta patí una època de caos relacionada amb els pobles del mar, tot i que el seu impacte fou menor que a la Grècia continental. Més forts foren els canvis succeïts després de la catàstrofe de Micenes, quan grups de població del Peloponés s'instal·laren a Creta. Així, aparegueren nous elements culturals en la vida dels cretencs, com la incineració dels morts, l'ús del ferro, els vestits amb fermalls o la decoració geomètrica de la ceràmica. Aquests nous elements són d'herència dòrica.

### Creta dòrica
Segons Tucídides, els doris envaïren Grècia vuitanta anys després de la destrucció de Troia. Provinents de la regió del Danubi, els doris entraren per Epir i Il·líria o per Tràcia i Macedònia. Les poblacions expulsades per aquesta invasió es refugiaren a Creta i a Xipre. Creta fou envaïda pels doris cap al 1100 aC, de manera violenta. Les troballes arqueològiques mostren una resistència dels cretencs en els principals nuclis de població, i Cnossos fou destruïda. A Karpi, minoics i micènics s'uniren i es refugiaren en aquest lloc força escarpat.
Els doris colonitzaren l'illa intensament i hi establiren moltes ciutats. Els mites narren que Tèutam, fill de Doros, rei dels doris, fundà la primera dinastia dòria a Creta, una generació després de l'establiment dels primers doris. La tradició explica que els primers colons en foren Polis i Delfos d'Esparta i Altaimenes d'Argos. Els doris es repartiren en tres tribus: els hileus, els dímans i els pàmfils. Altres tribus dòries hi arribaren posteriorment.
Els doris hi dugueren l'ús del ferro, la construcció de temples (els minoics i micènics realitzaven les cerimònies religioses als palaus) i la incineració dels morts. La cremació dels morts, però, s'efectuava en la mateixa època a Rodes, Xipre o Cos, i arribà a Creta molt primerencament en l'època dòria i podria provenir de l'Orient Mitjà.
Aquesta invasió implicà noves migracions de la població cretenca cap a l'Àsia Menor. Minoics, micènics i doris es fusionaren en una nova entitat ètnica i cultural. Els descendents dels minoics, també anomenats eteocretencs («cretencs purs»), foren marginats i s'establiren sobretot a l'orient de l'illa, i els degradaren a l'estatus de perioecis. Un estudi de la toponímia de Creta mostra que el 70% dels noms dels llocs són d'origen grec, 20% d'origen pelasg, i només un 10% minoic.

#### Període dedàlic, o renaixement cretenc

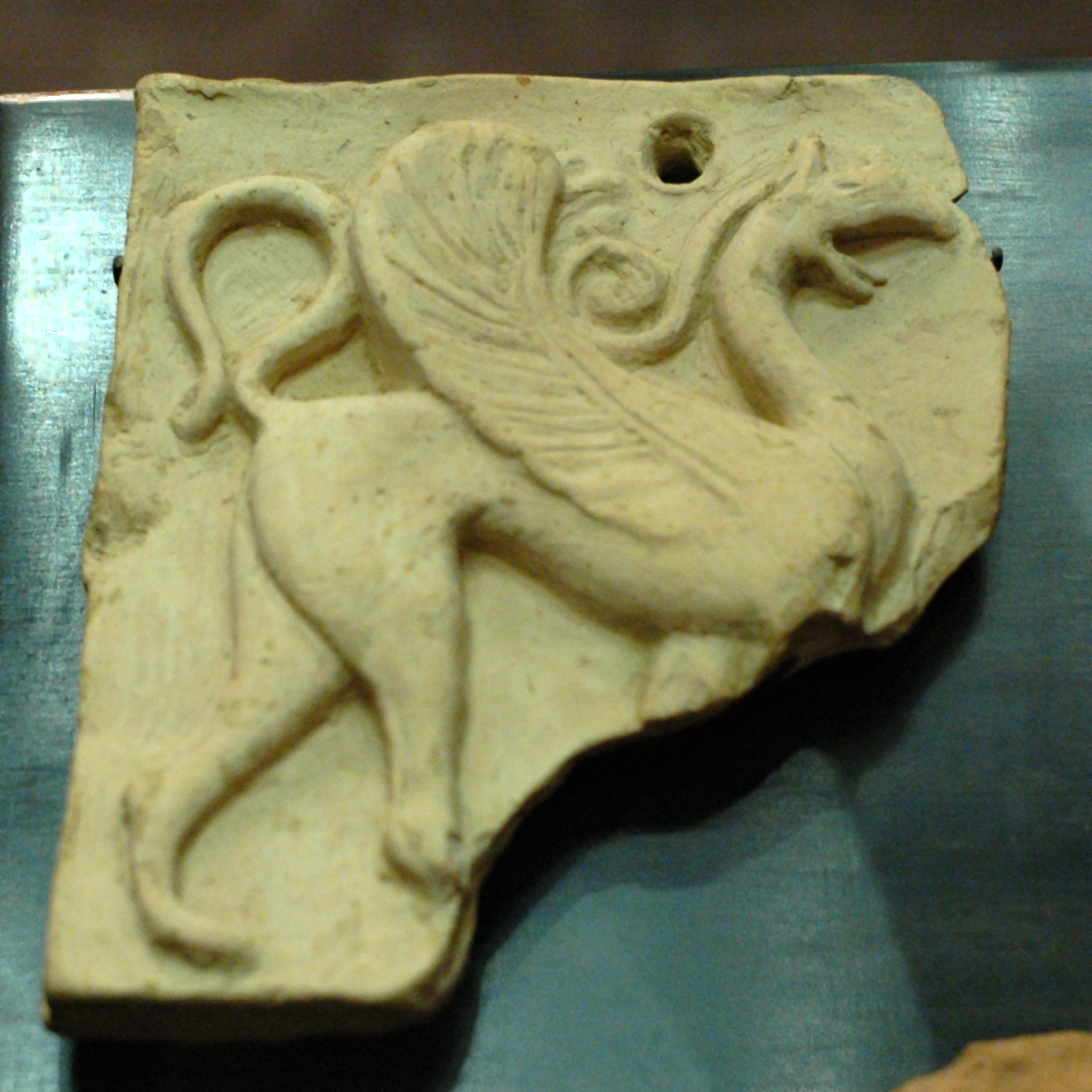
Exemple d'escultura orientalitzant del període dòric: un fris amb la representació d'un griu

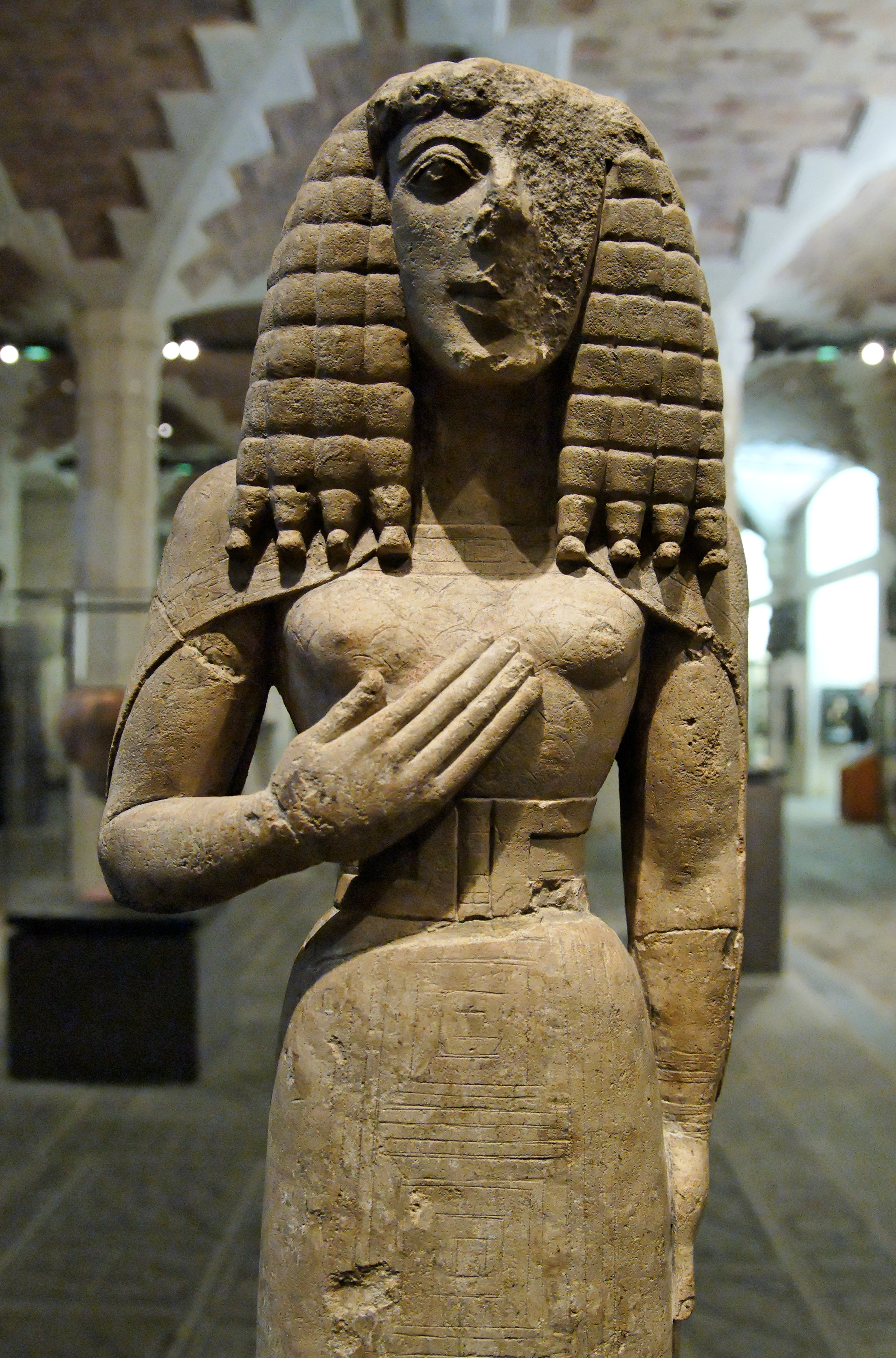
La Dama d'Auxerre (Museu del Louvre, París)

Als segle viii i vii aC, Creta recuperà una mica de l'esplendor passada. El nom del període dedàlic no té res a veure amb el Dèdal de l'època minoica que creà el laberint, sinó amb un escultor a qui la tradició atorga la invenció de les eines d'escultor i la creació de les primeres estàtues de marbre. Tot i que la seua existència no està provada, la dels seus suposats deixebles Dipoinus i Skyllis és més versemblant. La característica principal de l'art dedàlic és l'aspecte oriental de les obres. Els registres arqueològics han trobat algunes obres dedàliques importants, com la Dama d'Auxerre. També durant aquesta època reaparagueren inscripcions epigràfiques en la llengua autòctona de Creta, l'idioma eteocretenc, que la major part d'autors creuen que prové de l'antic minoic (tot i que no n'hi ha una evidència filològica clara perquè el lineal A no està desxifrat).
El comerç i la navegació s'hi revitalitzaren i Creta entrà en l'onada colonitzadora del món grec. A partir del 735 aC, els cretencs fundaren colònies a Sicília, Etrúria i a prop de Marsella, on arribaren 100 anys abans que els focis. Al segle vii aC, els cretencs s'associaren amb Rodes per crear les colònies sicilianes de Gela i Agrigent i, després, amb Gela, fundaren la ciutat de Cirene al 631 aC.
Aquest renaixement cretenc fou curt: s'interrompé al segle vi aC. L'aïllament i la decadència fins a la conquesta romana degueren tenir dos motius: l'aparició de les ciutats estat, com Atenes o Milet, entre d'altres, que monopolitzaren el comerç mediterrani, i les querelles internes a l'illa que hi crearen una crisi permanent.

#### Institucions i societat dòries
La societat dòria a Creta s'organitzà de manera molt semblant a la d'Esparta i altres centres doris de la Grècia continental. La població es dividia en tres classes: els ciutadans, els apetairoi i una nombrosa classe servil. Els ciutadans lliures eren sobretot els conqueridors doris, i constituïen l'elit de les ciutats estat. Tenien el control exclusiu en matèria militar i política, basat en un sistema militar estricte i una formació col·lectiva. Cada ciutadà pertanyia a una heteria, que eren companys de combat i, com a Esparta, menjaven junts durant les sissíties.
Després dels ciutadans, hi havia els apetairoi ('fora de les heteries' en grec): eren lliures, però exclosos de les heteries i sense drets polítics: solien ser antics ciutadans castigats amb l'atímia, serfs alliberats o estrangers. La classe dels serfs es dividia en dues categories: els primers habitants de Creta formaven els periecs; eren principalment llauradors que conservaven una part de la terra i pagaven imposts als amos doris. Finalment, els esclaus formaven la part més nombrosa de la població de Creta, i es componien de nadius cretencs o de presoners de guerra; es dedicaven a conrear la terra dels ciutadans.
Una conseqüència directa de la conquesta dòria fou l'abandó del sistema monàrquic patriarcal; les grans famílies dòries s'encarregaren de l'administració de l'illa. Les ciutats estaven controlades per dos col·legis: els Cosmes i el Consell de Geronts. Els Cosmes sovint eren deu per ciutat: els triaven les grans famílies per un període d'un any i tenien poders civils i militars considerables: vigilància del comportament, estat de les finances, estatut dels estrangers; eren els caps militars en temps de guerra i els més alts funcionaris en temps de pau. Quan deixaven el càrrec, entraven al Consell dels Geronts (bulé), per a tota la vida. Aquest «Consell d'ancians» guiava els Cosmes en les seues decisions.

### Creta en les èpoques clàssica i hel·lenística

#### Creta al marge dels grans conflictes
Mentre Grècia es trobava en l'apogeu econòmic i cultural, Creta es mantingué en una posició marginal al món grec. No entrà en la Confederació de Delos i pogué escapar de l'hegemonia espartana. Hi ha poques fonts que expliquen les relacions entre l'illa i la resta de Grècia en aquesta època, tret del que se sap d'algunes aliances entre ciutats: Cnossos i Tílissos amb Argos el 450 aC, i Litos amb Lindos.
En aquesta època, Creta patí conflictes interns i el caràcter muntanyenc del territori fou un factor de divisió. La decadència econòmica obligà molts cretencs a enrolar-se com a mercenaris d'exèrcits estrangers. Tucídides esmenta els arquers cretencs de l'exèrcit atenés. Xenofont evoca els arquers cretencs de l'Expedició dels deu mil. A partir de la Guerra del Peloponés, les fonts esmenten mercenaris cretencs en tots els exèrcits de la Mediterrània, fins i tot durant les conquestes de Juli Cèsar (Cretenses sagitarii).

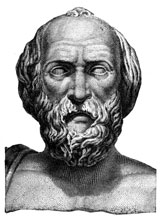
Licurg hauria viatjat a Creta, on s'inspirà en les lleis de Minos per establir les d'Esparta. Adaptant les lleis minoiques, donà a Esparta, segons Aristòtil, un sistema polític superior al dels cretencs

Encara que els mercenaris cretencs participaren en els conflictes del món grec, Creta se'n mantingué al marge dels darrers. El 480 aC els grecs, amenaçats per Xerxes, demanaren ajut als cretencs, però aquests els el negaren al·ludint a un advertiment desfavorable de l'oracle de Delfos. També foren neutrals durant la Guerra del Peloponés, fins i tot després de l'atac de Khanià per part de la flota atenesa.
Aquest aïllament del món grec es manifestà, a més, per l'absència de cretencs en els Jocs Panhel·lènics. Els corredors cretencs, prou famosos, només hi participaren el 448 aC.
A partir d' mitjan segle iv aC Creta isqué de l'aïllament. Tornà a atraure l'atenció dels seus veïns per raons estratègiques, però també fou objecte d'interés de grans filòsofs que s'interessaven en els models de govern de les ciutats estat gregues. Durant la segona meitat del segle iv aC i a inicis del segle iii aC, quan Esparta servia d'exemple als teòrics polítics, aquests giraren els ulls a Creta, i veieren moltes semblances entre l'illa i Esparta, afinitats que s'expliquen pels ancestres comuns: els doris. Plató, Aristòtil, Cal·lístenes i Xenofont, entre d'altres, escrigueren sobre Creta (les obres dels dos últims són perdudes). Plató en remarcà el sistema d'educació i els menjars comuns. Aristòtil creia que el mal funcionament del règim cretenc es compensava per la situació insular i que, al contrari d'Esparta, a Creta no es temia una rebel·lió dels perioecis; opinava, però, que Esparta hi era superior perquè havia millorat les lleis de Minos gràcies a Licurg.
En l'època d'Alexandre el Gran, molts cretencs servien en el seu exèrcit i el seu almirall Nearc era cretenc. L'actitud de les ciutats de l'illa no fou uniforme durant aquesta època: mentre algunes en recolzaren la política macedònia (Cnossos, Gortina…), altres se'n mantingueren al costat d'Esparta (Litos). Mitjançant les ciutats aliades, Esparta intentà propagar un sentiment antimacedònic a l'illa. Així, després de l'inici de l'expedició d'Alexandre a Àsia, el rei espartà Agis III promogué un aixecament a Creta, en el context d'un sentiment general en diverses ciutats gregues per la independència. El 333 aC, Agis envià el seu germà Agesilau a Creta per controlar l'illa i obligar Alexandre a destacar-hi un exèrcit per dissipar la presència espartana. Alexandre hi envià la seua flota comandada per Anfòters, que alliberà Creta.

#### Creta hel·lenística
Després de la mort d'Alexandre el Gran, els conflictes interns s'accentuaren per l'actitud dels nous estats grecs que volien entaular relacions amb les ciutats cretenques. Així, l'illa es dividí en lligues, la formació de les quals s'explica per factors geogràfics, ètnics i d'afinitats polítiques. N'hi hagué quatre:
- la lliga de Cnossos, la més important i estesa, que comprenia vint ciutats[Nota 5]
- la de Gortina
- la de Festos[Nota 6]
- la lliga de les Muntanyes, que s'estenia per l'extrem sud-occidental

Malgrat aquestes lligues, només dues ciutats exerciren una dominació política i militar sobre les altres: Cnossos i Gortina.
Al segle iii aC s'hi produí un esforç d'unificació enfront de l'amenaça estrangera. És quan nasqué el koinon, o assemblea de les ciutats cretenques, cap al 221 aC, quan Cnosos i Gortina intentaren un acord per controlar tota l'illa. L'assemblea cretenca incloïa un consell i una assemblea popular, i es reunia sobretot a Cnossos. Sembla que el koinon s'esforçà per legislar les relacions entre les ciutats, amb l'objectiu d'assolir la pau. També hi hagué una espècie de cort de justícia federal, el koinodikaion, àrbitre en els conflictes entre ciutats. Tot i així, les ciutats de Creta romangueren autònomes en alguns aspectes, per exemple, en la gestió dels afers exteriors.
Com que Cnossos i Gortina ocupaven el paper preponderant del koinon, aquest esdevingué un escenari de la lluita d'aquestes ciutats per exercir-hi més influència.

##### Intervenció egípcia

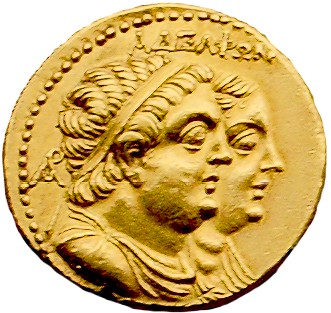
Ptolemeu II i Arsínoe II

A partir del 270 aC, moltes ciutats de la part oriental de l'illa restaren sota la influència de l'Egipte ptolemaic. La necessitat de controlar les rutes marítimes de la Mediterrània oriental feu que Ptolemeu II s'interessara per Creta: intervingué en una disputa entre les ciutats d'Ítanos i Prasos pel control d'un santuari dedicat a Zeus. Egipte, cridat per Ítanos, envià una armada cap a l'orient de l'illa. La influència egípcia s'estengué cap a altres parts de Creta, que esdevingueren protectorat dels Ptolemeus, i algunes ciutats romangueren així durant vora dos segles, fins quan Creta es considerava un protectorat macedoni a partir de 216 aC. Egipte no era l'únic estat hel·lenístic a interessar-se per Creta. Litos mantenia bones relacions amb l'Imperi selèucida. Eleuterna i Ieàpetra, al principi sota influència egípcia, signaren un tractat amb Antígon III, rei de Macedònia, entre 227 i 224 aC.

##### Intervenció macedònia i Guerra cretenca

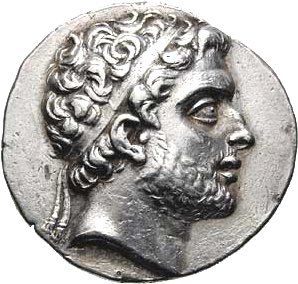
Filip V de Macedònia

Cap al 220 aC, Creta fou assolada per la guerra civil. Filip V de Macedònia, monarca ambiciós, veié en Creta una base ideal per als seus projectes d'expansió. Respongué a la crida d'algunes ciutats que li demanaven intervenir en el conflicte. Pacificà l'illa i se n'assegurà ràpidament la porció oriental. El 217 i 216 aC, s'hi establí un protectorat macedoni i Filip fou reconegut com a «patró de Creta».
En la seua ambició expansionista, Filip xocà amb Rodes, fins llavors el seu aliat, però la flota del qual controlava la ruta marítima —i comercial— cap a l'Orient. Filip V emprà dos mètodes per desestabilitzar Rodes: la pirateria i la guerra. Girà els ulls a Creta, habituada a la pirateria, perquè prengués part contra Rodes. El 205 aC, la pirateria era una amenaça real per a Rodes i Filip hi entrà en una confrontació militar directa. Les ciutats d'Olunt i Ieràpetra acudiren a la crida del rei macedoni. La Guerra cretenca afavorí Rodes, que assumí la protecció de Cnossos i altres ciutats de la Creta central. Ieràpetra i Olunt no pogueren sostenir la lluita en dos fronts i es rendiren. La major part de l'orient insular restà sota el control de Rodes, que hi situà bases navals estratègiques per evitar la pirateria.

##### Intervenció romana
El control de l'orient de Creta per Rodes eliminà la pirateria en aquesta regió. El centre de l'illa assolí certa seguretat, perquè Cnossos es mantenia aliada de Rodes. La part occidental, però, continuà com un referent de la pirateria, amb el suport d'Esparta i el seu rei Nabis. Fins al 196 aC, Nabis fou aliat de Roma; d'aleshores ençà, però, aquestà li demanà tots els seus ports a l'illa.
La presència de Roma no hi impedí el ressorgiment de la pirateria: intervingué en els conflictes com a mediadora. Així, la Segona Guerra cretenca (155–153 aC), que enfrontà Creta contra Rodes a causa de la pirateria, acabà gràcies a la mediació de Roma, a sol·licitud de Rodas.

### Creta romana

#### La conquesta
El 74 aC Marc Antoni Crètic fou nomenat comandant de la flota romana mediterrània amb l'objectiu de conquistar Creta pels danys que sofria la flota romana en mans de la pirateria, i l'establiment d'una aliança entre Creta i Mitridates VI, rei del Pont, enemic de Roma. Marc Antoni Crètic atacà l'illa el 71 aC. Encara que la victòria dels romans semblava fàcil, foren derrotats i la flota anihilada entre l'actual ciutat de Càndia i l'illa de Dia. Els cretencs imposaren a Marc Antoni Crètic un tractat de pau tan humiliant que el Senat romà el rebutjà.
Llavors, els cretencs enviaren a Roma trenta eminents representants per concloure una aliança amb els romans. El Senat, però, ja havia decidit la conquesta de Creta. Cap al 68 aC, Roma eliminà el perill de Mitridates i ordenà als cretencs lliurar els presoners romans, els vencedors de Marc Antoni Crètic, 300 ostatges i 400 talents d'argent. Els cretencs no ho acceptaren; llavors, el general Quint Cecili Metel Crètic hi lliurà una llarga guerra de setge i avançà cap a l'orient arrasant tots els focus de resistència.
Els cretencs no volgueren tractar amb Metel per la seua crueltat i presentaren la seua capitulació a Pompeia. Però amb la presa de Ieràpetra el 67 aC, l'illa quedà sota domini romà, i Metel la sotmetria totalment al 63 aC.

#### L'administració romana

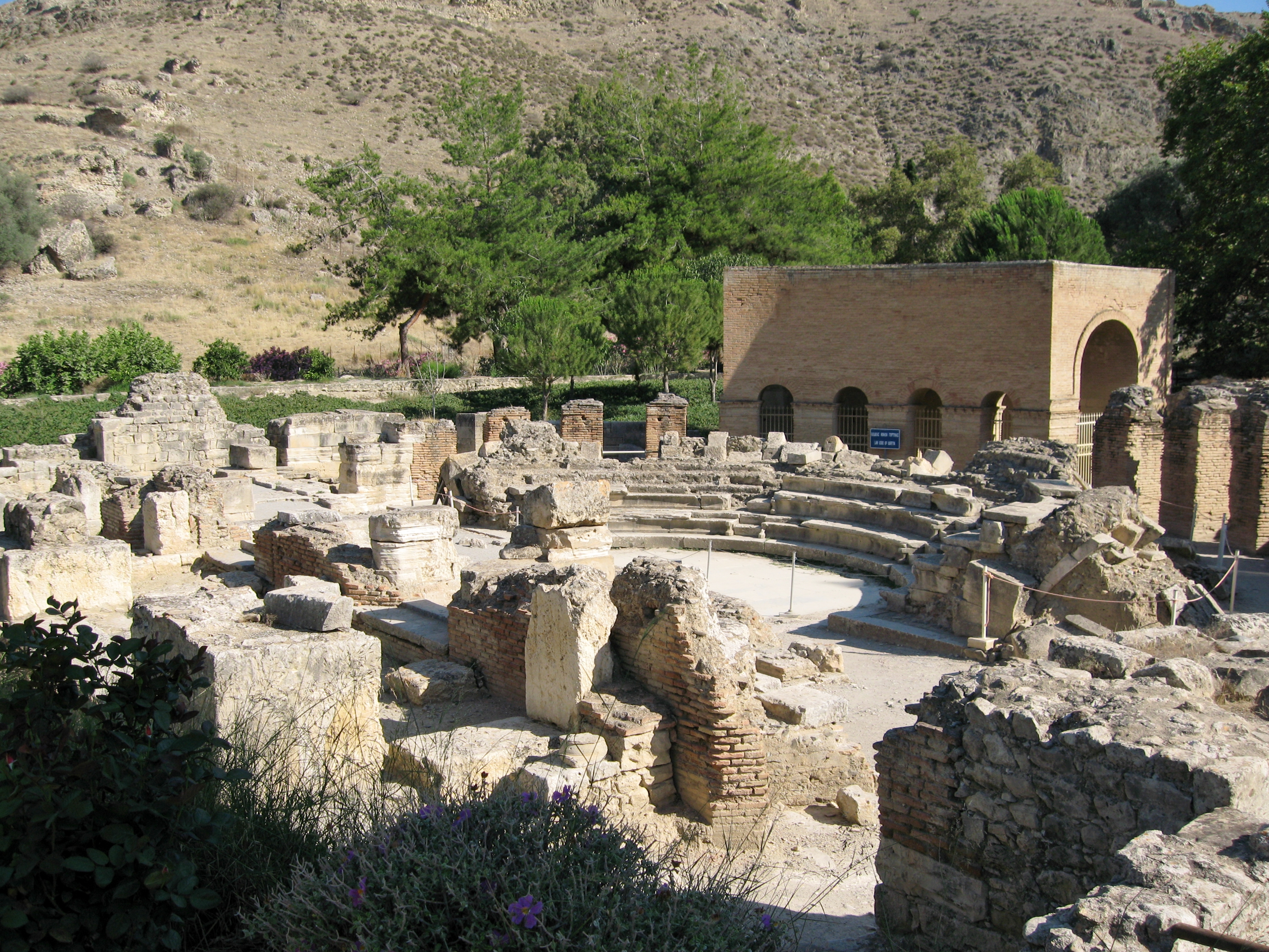
Odèon romà de Gortina. Aquesta ciutat cretenca fou capital de la província Cirenaica (que incloïa Creta i el nord de l'actual Líbia)

Al principi del govern romà, l'illa es mantingué associada a la província de Cirenaica; Cèsar la'n separà, i amb Marc Antoni tornen a estar unides al 40 aC, abans de cedir-li a Cleòpatra una part de l'illa i Cirene el 38 i 34 aC. Finalment, el 27 aC, Creta i la Cirenaica es reunificaren, amb Gortina com a capital, i aquesta situació romandria fins a l'època de Dioclecià.
Pels jaciments arqueològics, sembla que hi hagué poques destruccions relacionades amb la transferència del poder als romans: un sol complex palatí mostra signes d'haver estat arrasat. Per contra, hi hagué nombroses construccions, i els romans hi edificaren camins i aqüeductes. Gortina degué tenir un capteniment pro romà, i això li valgué l'estatus de capital provincial. A Gortina construïren un pretori, un teatre, un odèon, un nimfeu, un fòrum, etc. Segons Estrabó, tenia al voltant de 10 km) de diàmetre. Cnossos, relegada a segona ciutat de l'illa, fou habitada per romans i transformada en colònia, amb el nom de Colònia Julia Nobilis, però no es convertí en centre militar romà. Ciutats com Litos i Ieràpetra es desenvoluparen amb fòrums i temples. A la costa meridional aparegueren petits ports de suport a les galeres de la ruta d'Àsia Menor i Egipte.

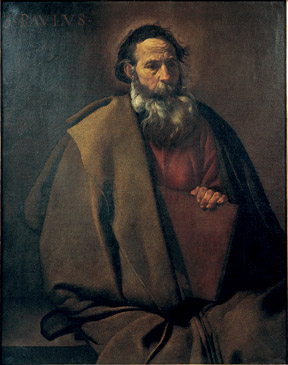
Segons la tradició, fou sant Pau qui introduí el cristianisme a Creta

#### Arribada del cristianisme
S'atribueix a sant Pau l'evangelització de Creta i l'organització de l'Església a l'illa. Portat per una tempesta, Pau arribaria a Kali Limenes (els «Ports Bons» que citen els Fets dels Apòstols), a la costa meridional. Hi deixà el seu deixeble Titus, primer bisbe de Gortina que, segons la tradició, era cretenc. Aquest dividí l'illa en nou diòcesis, tot i que les fonts del segle vi indiquen una organització més tardana. Sembla que el cristianisme hi trobà resistència, sobretot entre els jueus. Felip, successor de Titus detingué la persecució romana contra els cristians. Al 250, però, les persecucions de Deci foren particularment dures a Creta: foren els primers màrtirs de l'Església cretense, anomenats els Deu Sants. El cristianisme cretenc veuria al segle vi el seu primer gran monument: la basílica de Sant Titus de Gortina.

### Període romà d'Orient

#### Primer període romà d'Orient
Hi ha poques fonts sobre Creta durant aquesta època, ja que, com altres províncies occidentals de l'Imperi Romà d'Orient, atragué poc l'atenció dels cronistes. Creta es trobava en la perifèria del món grec i aquesta situació explica l'absència de bisbes cretencs en el Primer concili de Nicea al 325, al contrari d'altres illes més petites, com Cos, Rodes i Quios, que sí que hi estigueren representades.

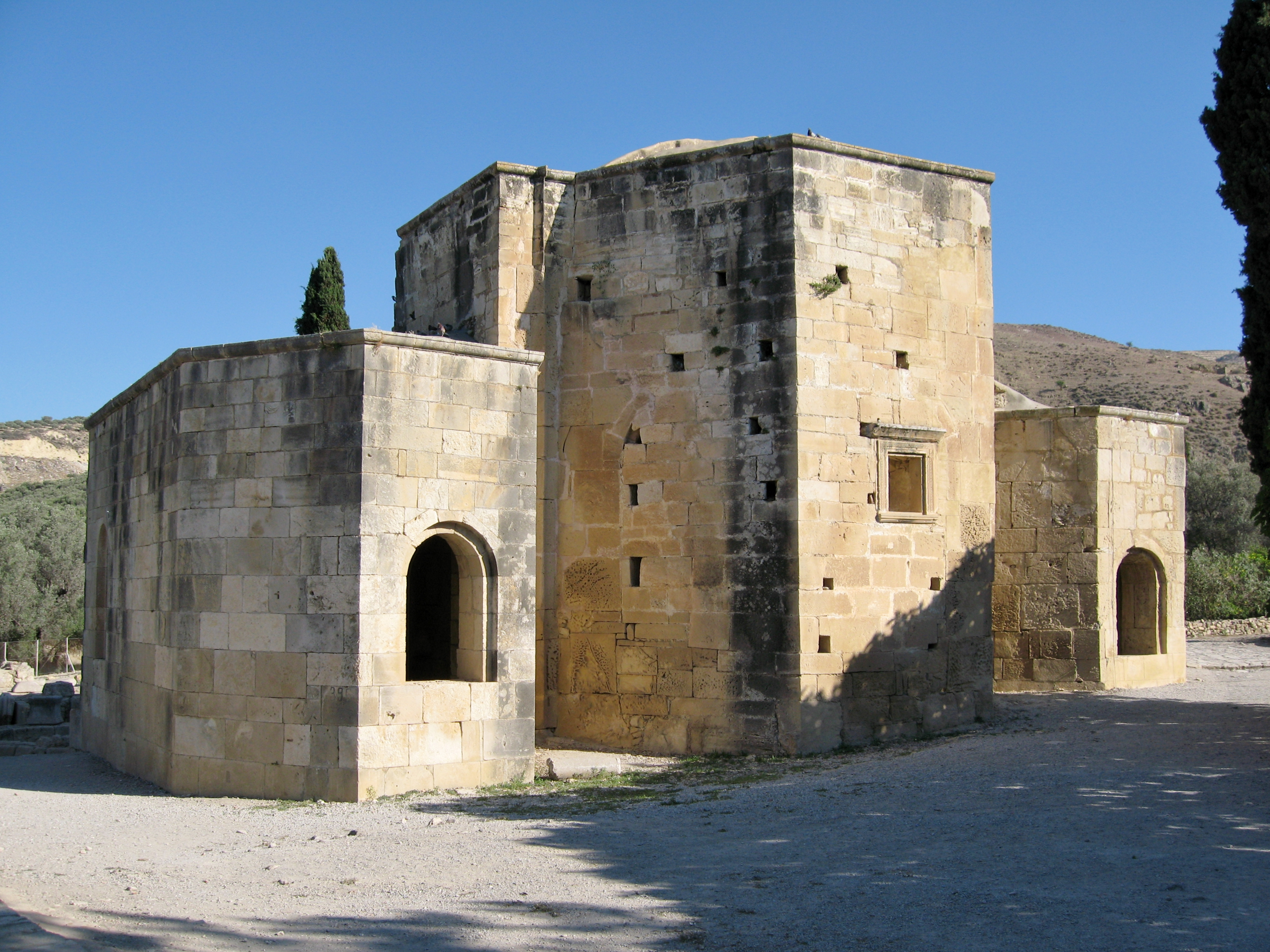
La basílica de Sant Titus, a Gortina, del

Amb l'imperi de Dioclecià del 285, Creta se separà de la Cirenaica i s'incorporà a la diòcesi de les Mèsies. Constantí la uní a Il·líria, i fou una de les dotze diòcesis d'aquesta província. Al segle iv, el territori cretenc passà a la província de Macedònia. Cap al 754, Constantí V uní Creta sota el control de l'Església de Constantinoble. Aquesta reforma succeí en plena crisi iconoclasta, en què Creta s'inclinava al principi cap a la veneració d'imatges.
El romà d'Orient Hierocles calculava 22 ciutats cretenques en aquest període. A partir d'aquesta dada, l'historiador Theocharis Detorakis considera la població en uns 250.000 habitants.
Durant aquest primer període romà d'Orient, a Creta hi hagué moltes incursions enemigues i desastres naturals. El 9 de juliol del 365 un sisme seguit d'un sisme submarí arrasà diverses poblacions. El 415 Gortina fou destruïda per un nou terratrèmol. El 457 els vàndals hi feren una incursió, i el 623 els eslaus. A partir de la segona meitat del segle vii hi aparegué l'amenaça àrab. Els pirates àrabs saquejaren les costes el 656, 671, 674, i de manera repetida a inicis del segle viii.

## Edat mitjana

### Dominació àrab

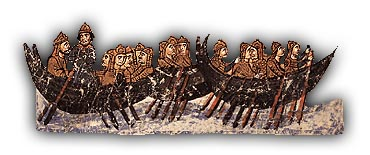
La flota àrab dirigint-se cap a Creta. Manuscrit Skylitzes de Madrid

Al 813, un grup de musulmans rebels contra Al-Hàkam I, emir de Còrdova, foren derrotats. Obligats a sortir de la península Ibèrica, trobaren refugi a Egipte; dominaren Alexandria (818–819) abans d'interessar-se per Creta. Al 824, Abu Hafs intentà una primera operació de reconeixement a Creta, amb pillatge, abans d'iniciar-ne la conquesta el 825. Abu Hafs creia veure en Creta la «terra deliciosa on corrien la llet i la mel» que havia promés als seus seguidors. Sembla que desembarcaren en l'actual badia d'Almiros, a l'occident de Càndia, o a la badia de Suda. La conquesta es facilità per una crisi interna de l'Imperi Romà d'Orient, que no assegurà la defensa de l'illa. Abu Hafs conquistà Creta en pocs anys, tret de la regió de Sfakia.
Els àrabs fundaren una nova capital a la costa nord de Creta, fortificada i envoltada per un profund fossat, que li donà nom a la localitat, Kandax (o Handakas), que significa «parapet» en àrab, derivat després a Càndia, que designava tant Heraclió com tota l'illa. Creta fou un emirat en bona part independent d'altres regions àrabs i esdevingué un principat hereditari.
La pirateria i la pressió econòmica sobre la població local permeteren l'existència de l'emirat, i els cretencs foren sotmesos a una servitud molt severa. No se sap de l'existència de cap moviment cultural ni de cap obra literària, ni tan sols el nom d'alguna figura intel·lectual d'aquesta època. En canvi, amb els àrabs hi hagué dinamisme en l'agricultura, pel cultiu de la canya de sucre, del cotó i la morera.
Per als ortodoxos, el martiri de Ciril, bisbe de Gortina en el moment de la invasió, sembla un dels esdeveniments més importants de l'època. Les fonts disponibles (gregues i àrabs) no permeten saber si els àrabs foren respectuosos amb els llocs de culte cristians. Les conversions a l'Islam degueren ser limitades i, segurament, no obligatòries, perquè no eren rellevants econòmicament per als àrabs, ja que els cretencs havien de pagar el kharadj, un impost hipotecari pee als no musulmans.
Durant el segle i mig de la dominació àrab, l'illa tornà a ser, com en l'antiguitat, una base de pirateria. Durant el segle ix i segle x, els sarraïns atacaren Lesbos, la península del Mont Atos (862), la Calcídica (866), les costes adriàtiques (872–873), i saquejaren Tessalònica el 904. Creta fou durant aquest temps el principal punt de suport dels àrabs a la conca oriental mediterrània. Per això, per als romans d'Orient la conquesta de l'illa significava la neutralització d'aquesta amenaça per a les flotes de la Mediterrània i la necessitat de reprendre el control de les rutes comercials de la zona.

### Segon període romà d'Orient

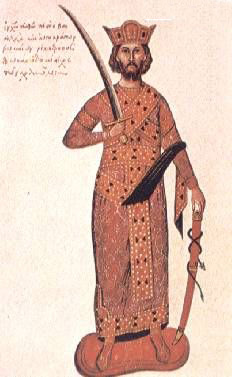
Nicèfor II

Des del 826, Miquel II nomenà Foteinos —governador del tema dels Anatòlics— estrateg de Creta. Foteinos desembarcà a l'illa, però els habitants no respongueren a l'exhortació de revolta. L'armada d'auxili conduïda per Crater fou destrossada pels àrabs. Pel que sembla, Crater fou fet presoner a l'illa de Cos i segurament empalat.
Entre el 826 i 949 tornaren a fracassar els intents romans d'Orient. El 844, un exèrcit comandat per Teoktist fou vençut al Bòsfor pels àrabs. Al 948, Constantí VII llançà contra Creta una ofensiva de gran magnitud, però sense resultat favorable. La conquesta tindria lloc el 961 quan l'emperador Nicèfor II prengué el comandament de l'expedició militar. Reclutà soldats en tots els temes d'Àsia i Europa, hi afegí els cossos d'elit de la guàrdia, 2.000 dromons proveïts de foc grec i centenars de vaixells de transport. Reuní les tropes a Figela, a l'Àsia Menor i des del nord de Creta marxà cap a Chandax, la qual assetjà des de la segona meitat del 960 fins a març del 961. Chandax fou presa el 7 de març del 961. Els àrabs foren massacrats i la ciutat saquejada. La resta de l'illa caigué ràpidament. Els romans d'Orient tragueren de Creta un immens botí: calgueren 300 vaixells per a transportar-lo. Nicèfor n'envià una part al seu confessor sant Atanasi, que l'utilitzà per a fundar el primer monestir del Mont Atos.
Sembla que en el període àrab n'havia disminuït la natalitat. Per contrarestar-ho, Nicèfor convertí els sarraïns en esclaus, tancà totes les mesquites i envià missioners a l'illa. Hi envià grecs, eslaus i armenis per augmentar la població, i fortificà les ciutats.
El 1082, l'emperador Aleix I Comné hi envià colons triats entre les principals famílies aristocràtiques de l'imperi. Els atorgà grans superfícies i privilegis. Aquests nous colons foren els fundadors de la nova aristocràcia cretenca, relacionada amb les rebel·lions nacionalistes durant els períodes següents de la història.

### Dominació veneciana

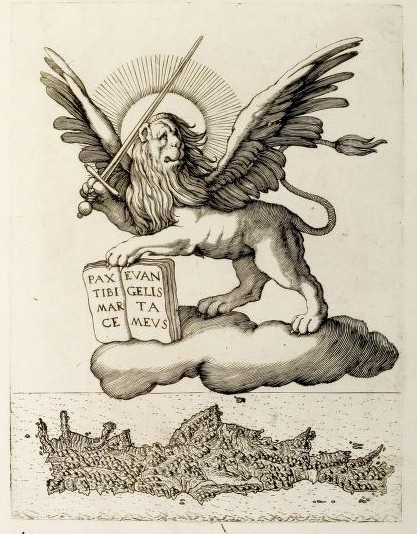
El lleó alat de Sant Marc, símbol de la República de Venècia, sobrevolant Creta

La Quarta Croada, llançada inicialment contra Egipte pel papa Innocenci II el 1198, dugué els croats a Constantinoble, i això produí la partició de l'Imperi Romà d'Orient. El comte Balduí IX de Flandes fou triat emperador pels croats. Bonifaci de Montferrat, proclamat rei de Salònica i de Macedònia, prengué el control de Creta; Gènova i Venècia, atretes per la importància comercial de les illes de l'Egeu, li feren ofertes per comprar-li l'illa. Els venecians ho aconseguiren al 1204 a canvi de 1.000 marcs de plata i terres a Macedònia. Al capdavant del govern de l'illa posaren Jacopo Tiepolo, amb el títol de duc de Càndia.
Venècia, ocupada a consolidar les possessions del Peloponés, no prengué possessió de l'illa immediatament, la qual cosa aprofitaren els genovesos per a apoderar-se d'una part de Creta central sense trobar resistència de la població autòctona.
Després d'intentar-ho en va al 1206, els venecians reprengueren l'illa entre 1208 i 1209, quan Gènova fou incapaç de sostenir tropes a Creta. El 1212, Tiepolo arribà a un acord amb els genovesos, i aquests evacuaren l'illa tret d'alguns enclavaments que conservaren fins a 1217. La dominació veneciana hi durà quatre segles, tot i que al 1294 els genovesos s'apoderaren temporalment de la Canea.

#### Institucions venecianes

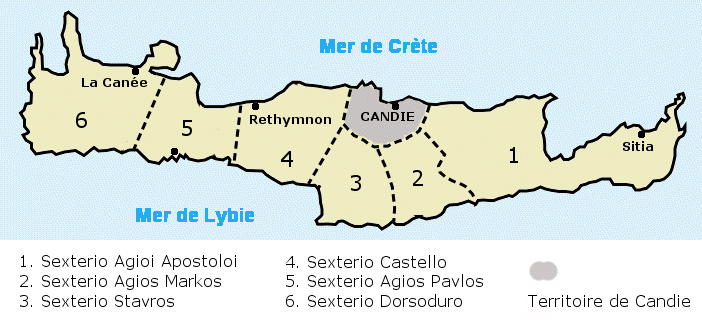
Les sis províncies (sexteria) venecianes de Creta al

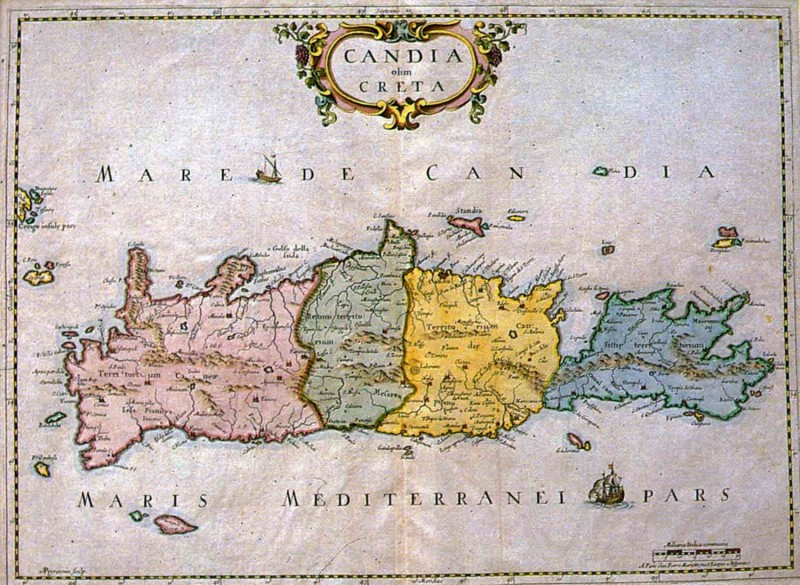
Mapa venecià de Creta amb les quatre regions de l'illa creades des del

Creta depenia directament de Venècia i construí una regió administrativa anomenada Regne de Càndia. Les illes de Tinos i Citera formaren part també d'aquest regne. En un inici, l'illa es dividí en sis territoris o sexteria.
La divisió administrativa de l'illa separà quatre territoris a principis del segle xiv: La Canea, Retin, Sitia, i Càndia. Aquests se'n subdividien en castelli i en poblacions (casali). Només la regió de Sfakia no fou sotmesa per complet. Handax en romangué com a capital, però prengué el nom de Càndia.
Els magistrats es dividien en dues classes: els majors, nomenats directament a Venècia i part de la noblesa veneciana, i els magistrats menors, de reclutament local. El magistrat suprem era el duc de Càndia, per un període de dos anys. L'organització de l'exèrcit era responsabilitat del capità de Càndia. Els Camerlenghi tenien la responsabilitat de les finances. Un rector, triat entre els quatre consellers de Càndia, fou nomenat el 1252 a La Canea, després de la fundació de la ciutat. Una organització semblant s'instaurà a Retin al 1273 i després a Sitia el 1314.
Els magistrats menors, escollits entre la noblesa veneciana i cretenca, feren de jutges (arbitraven en els conflictes entre llatins i grecs) o de notaris.

#### Economia i societat

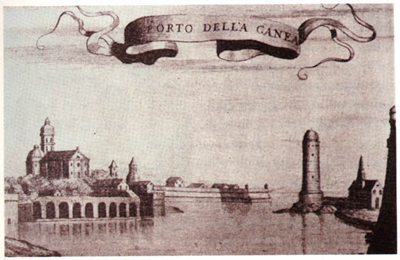
Gravat venecià de la Canea

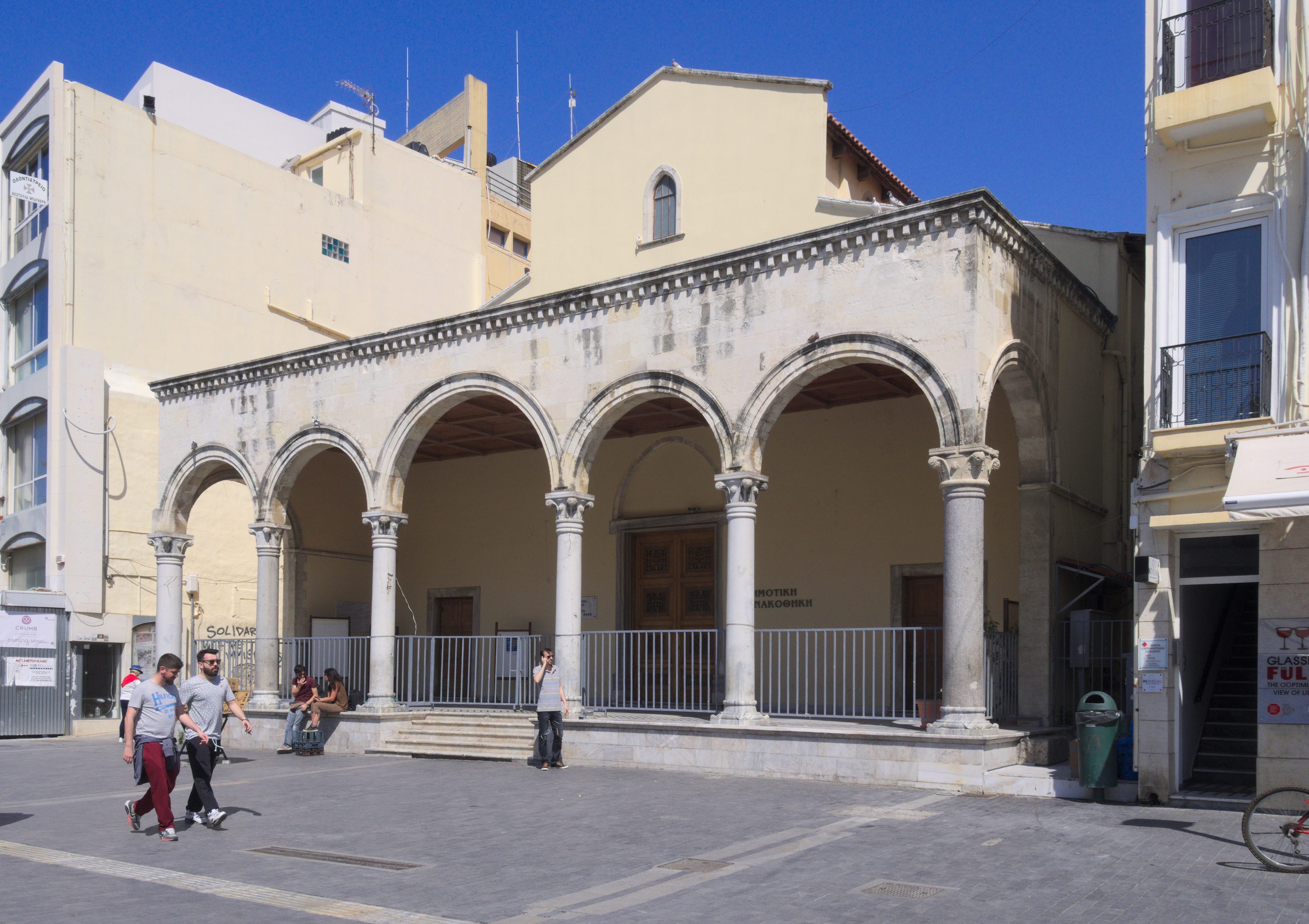
La basílica de Sant Marc, a Càndia

L'interés de Venècia per Creta fou estratègic i comercial. Per això, només s'instal·laren al principi en ciutats grans. Però Venècia acabà per ocupar tota l'illa, i en confiscà terres per repartir-les als seus colons, a canvi d'obligacions militars. Així, en temps de guerra els propietaris nobles havien de contribuir amb un cavaller, dos escuders, a més d'armes i cavalls. Els propietaris més pobres havien de donar a l'exèrcit deu soldats a peu.
Cada colon rebé amb les terres vint-i-cinc serfs, probablement descendents dels serfs àrabs de l'època de Nicèfor. S'hi desenvolupà a poc a poc una noblesa cretenca, descendent de les famílies burgeses arribades de Venècia durant les primeres onades de colonització del segle xiii. Amb el temps, es concediren títols de noblesa a cretencs o a italians hel·lenitzats a canvi de serveis concedits a la metròpoli. La classe noble arribà a tan grans proporcions que els títols de noblesa a Creta es desprestigiaren.
El cultiu de la vinya s'expandí a l'illa i el vi de Retin, bullit per conservar-lo, s'exportava a Polònia, Alemanya i Constantinoble. Al 1428 es conreà la canya de sucre, que després seria desplaçada pel cotó. Per contra, el cultiu de cereals disminuí molt, d'una banda, per deixar espai a cultius econòmicament més interessants, però també perquè Venècia a voltes prohibia el cultiu de blat a les regions més fèrtils per evitar grans concentracions de serfs en un mateix lloc, a més d'evitar altes reserves d'aliments en cas de rebel·lió. Per tant, Creta depenia del forment de Tràcia o d'Egipte.
El cultiu de l'olivera no sembla haver estat practicat de manera intensiva als primers segles de l'ocupació veneciana. El viatger Cristoforo Buondelmonti, que visità Creta entre 1415 i 1417, assenyala no haver trobat un sol camp d'oliveres. Al segle xv, però, la producció d'oli d'oliva s'hi intensificà. Al 1629 se n'indica una producció de 3.700.000 litres.
Després de quatre segles, era clara l'hel·lenització progressiva de la població veneciana. Durant els primers segles d'ocupació, el catolicisme constituiria la línia divisòria entre els dos pobles. Des de principis del XVI, la influència grega s'hi feu més present. Els matrimonis entre cretencs i venecians sovintejaren i molts venecians adoptaren la fe ortodoxa. Els venecians catòlics parlaren grec, i fou emprat fins i tot en els cercles oficials.

#### Rebel·lions cretenques
La repartició desigual de la terra i la pesada càrrega fiscal (un terç de la producció agrícola era l'impost) provocaren els aixecaments dels segle xiii i xiv. Pierre Daru compta catorze rebel·lions entre 1207 i 1365. El 1361, el cobrament d'un impost per a la reparació del port de Càndia causà un motí, que produí la destitució del duc i el seu reemplaçament per Marc Gradenigo, i la proclamació de la independència de l'illa. Els insurgents es van convertir a l'ortodòxia i l'església de Sant Marc de Càndia es transformà en Sant Titus. Càndia fou conquistada de nou al 1364 per Venècia. La repressió posterior feu que molts colons emigraren.

#### El Renaixement cretenc

El cavaller de la mà al pit. Pintura d'El Greco (1584)

La vida intel·lectual i artística de l'època ressaltà sobre la crisi econòmica i social. L'educació, per exemple, començà a implantar-s'hi durant el període venecià. Fins al primer segle d'ocupació, no hi ha constància d'escoles a Creta. Al segle xiv, l'ensenyament s'estengué ràpidament per les escoles monacals que crearen biblioteques. Sovint, els fills de famílies riques estudiaven a Itàlia, sobretot a Venècia i Pàdua, i dugueren a Creta l'esperit del Renaixement italià. Alguns estudiosos cretencs feren carreres polítiques o religioses de primer ordre a Europa. El cretenc Petros Phylagris seria el primer catedràtic grec de la Universitat de París (1378–1381), abans d'ocupar el càrrec de cardenal (1405–1409), i després el de papa amb el nom d'Alexandre V. A Milà, Demetrios Damilas publicà el 1476 la Gramàtica de Constantí Làscaris, la primera obra grega publicada a Europa.
De manera paral·lela, molts artistes romans d'Orient que fugien de l'avanç otomà s'instal·laren a Creta i portaren a l'illa la tradició de Constantinoble. Així, la societat cretenca tingué una cultura florent als darrers anys d'ocupació veneciana, anomenat Renaixement cretenc, un moviment marcat pel ressorgiment de la tradició romana d'Orient, influïda pel Renaixement italià. La influència italiana fou sensible en literatura, i era habitual escriure texts cretencs en alfabet llatí. La llengua cretenca tradicional s'emprà en una florent literatura, l'exemple més conegut de la qual més és Erotókritos de Vicenzos Kornaros. Una altra gran figura de l'època vou Georgios Hortatzis, autor del treball dramàtic Erófil. El pintor Domenikos Theotokopoulos, més conegut com El Greco, nasqué Creta durant aquest període; estudià iconografia romana d'Orient abans de partir a Itàlia i a l'estat espanyol.

## Època moderna i contemporània

### Creta otomana

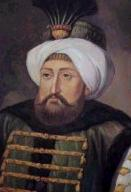
Retrat del soldà Mehmet IV. Sota el seu regnat tingué lloc la conquesta de la major part de Creta

La pressió turca s'hi feu palesa al segle xvi. Les illes de l'Egeu foren envaïdes pels turcs durant la segona meitat del segle xv, a excepció de Rodes, Creta, Xipre i algunes de petites. Rodes caigué al 1522 i al 1537 Venècia perdé les possessions de Morea: Monembasia i Nàuplia; al 1556 caigué Quios; el1570 els turcs arribaren a Xipre, una illa que el papa intentà defensar amb una esquadra cretenca, però aquesta hi arribà després de la caiguda de Nicòsia. La rendició de Xipre provocà commoció a Creta, on esperaven la imminent invasió dels turcs.
Venècia llavors només podia mantenir 4.000 soldats a l'illa. La política veneciana cap als cretencs es suavitzà enfront de l'amenaça otomana, i la relació entre ocupants i ocupats millorà, però Venècia no deixà armar-se els cretencs perquè defensaren l'illa. Tot i així, la milícia civil cretenca era de 14.000 soldats.
Com en diverses ocasions des de l'antiguitat, fou altra vegada l'amenaça pirata el pretext per a envair Creta. El 1644, una embarcació turca que transportava un personatge important fou atacada pels Cavallers de Malta i en vengueren el botí a la Canea. El soldà n'acusà els venecians, perquè la ciutat de Càndia allotjava els cavallers maltesos. A l'estiu de 1645, 350 navilis de guerra isqueren d'Istanbul cap a Creta, i desembarcaren prop de la Canea, el 23 de juny de 1645. La prengueren després de 57 dies de setge i bombardejos dia i nit. Al 1646, prengueren Retin; després Sfakia, Sitia, i després totes les ciutats de l'illa. Al 1648, els venecians no ocupaven més que tres llocs fora de Càndia: Grambusa, Spinalonga i Suda.

#### El setge de Càndia

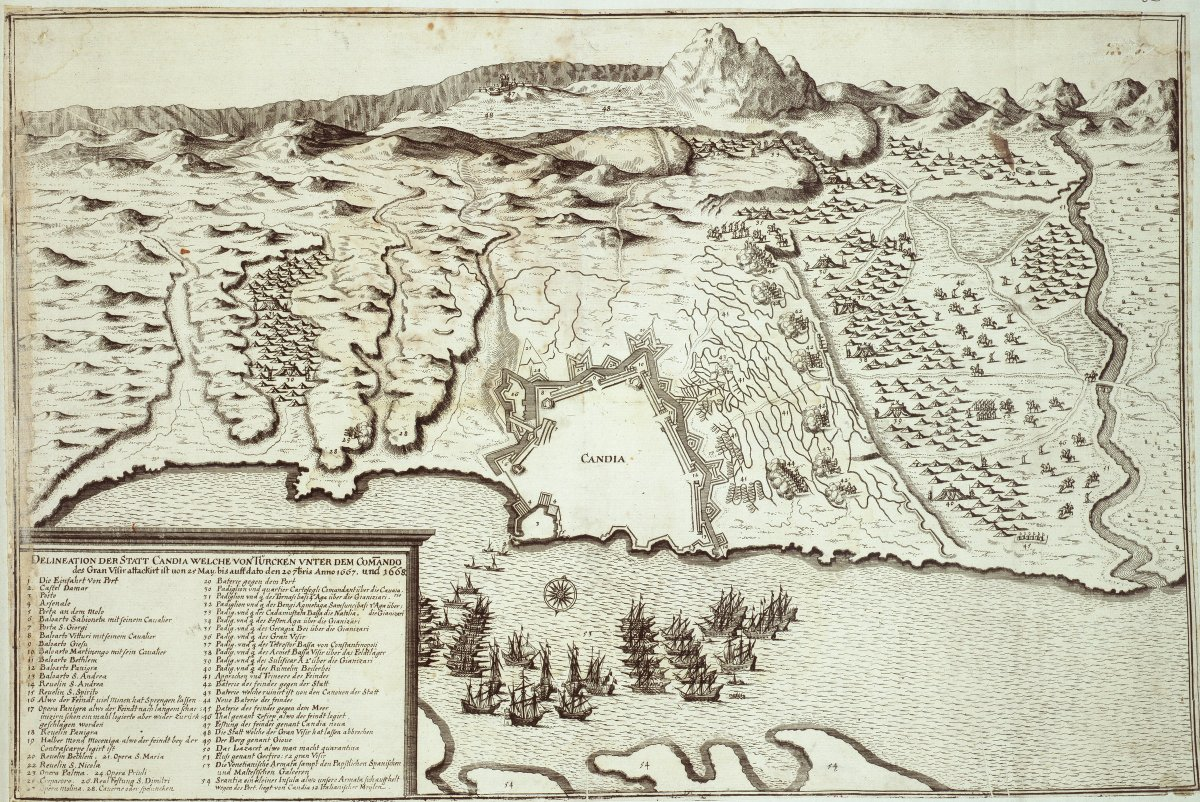
Gravat que representa la ciutat de Càndia sota el setge de 1667

El maig de 1648 assetjaren Càndia. Dirigits per Deli Hussein, feren els primers assalts el 2 de juliol de 1648, però els venecians els rebutjaren. Els turcs van destruir l'aqüeducte que proveïa d'aigua la ciutat i tallaren la seua comunicació amb l'interior. Només quedava oberta per la mar.
Fins al 1666, el setge semblava en punt mort. Com que estaven en guerra als Balcans, l'Imperi Otomà no estava en condicions de donar ajuda prioritària als assetjadors de Càndia. L'afer cretenc prengué llavors una dimensió europea. Venècia instà les grans potències perquè hi intervingueren. L'agost de 1664, la Pau de Vasvar feu retirar la Sublim Porta dels Balcans i aleshores se centrà en les tropes turques de Creta. El gran visir Köprülü Façıl Ahmet, vencedor d'alemanys i austríacs a Neuhaüsel, menà les operacions del 3 de novembre de 1666, i a la primavera de 1667 desembarcaren a Creta 64 galeres amb 40.000 soldats turcs. D'aleshores ençà, bombardejaren Càndia sense aturall.
Els turcs promogueren la deserció del bàndol dels assetjats: Köprülü hi invertí 700.000 monedes d'or. El novembre de 1667 el coronel cretenc Andreas Barotsis passà al costat turc, i indicà els punts febles de les fortificacions.
Malgrat el flux regular de reforços, la dissensió entre els comandants occidentals impossibilità millorar la situació. L'eixida de les tropes franceses (agost de 1699) feu negociar Francesc Morosini i els turcs la rendició de la ciutat. El tractat autoritzà la població cristiana a abandonar la ciutat amb tot el que poguessen emportar-se. El 27 de setembre, Càndia restava quasi buida. Alguns habitants es refugiaren a l'illot de Dia, a uns metres de Càndia, i d'ací marxaren cap a altres illes de la mar Jònica o Egea.
Les fonts turques calculen que, en vint anys de setge, moriren 137.116 soldats otomans, dels quals 25.000 eren geníssers i quinze paixàs. Des de llavors, la presència veneciana a Creta es limita a tres ports: Gramvoussa, Suda i Spinalonga.

#### Organització i administració

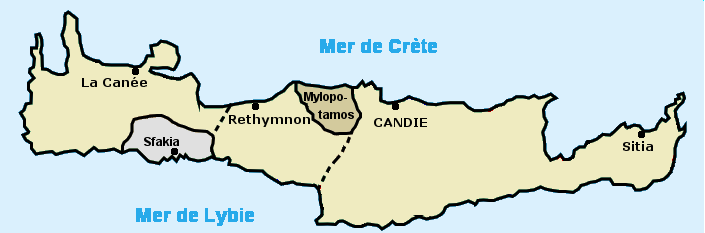
Divisió administrativa de l'eyalet de Creta. La regió de Milopotamos pertangué al paixà Retin i al de Càndia. La regió de Sfakia estigué sota la dependència directa de la Meca i Medina des de 1658

Per primera vegada des de feia més d'un segle, l'Imperi Otomà hagué d'organitzar una nova província. Per als otomans, Creta tenia prou d'importància per ser designada un eyalet, és a dir, una regió completa, i esdevingué l'única illa de l'imperi que gaudia d'aquest estatus.
Els turcs mantingueren al principi el sistema venecià de divisió de l'illa. Els quatre territoria venecians es transformaren en pashalikis (o sandjaks): Sitia, Càndia, Retin i La Canea. Cada sandjak, el dirigia un paixà i es dividia en districtes (kandiliks) i en poblacions. Situaren el centre administratiu a Càndia (anomenada ara Kandiye). Després hi hagué només tres regions, en unir-se Sitia i Càndia, fins a 1867 quan els 4 districtes més orientals de Càndia se separaren i formaren una sola regió.
La regió muntanyenca de Sfakia, tot i la seua geografia poc accessible, fou oferta com a feu a Gazi Hussein, que la cedí al seu torn a les ciutats de la Meca i Medina el 1658.
La presècia militar otomana s'hi manifestà per una forta presència de geníssers; alguns n'eren part de la població cretenca islamitzada. A Càndia, hi havia cinc batallons, cadascú amb 5.000 geníssers imperials, i vint-i-vuit casernes de geníssers turcocretencs.

#### Economia i societat

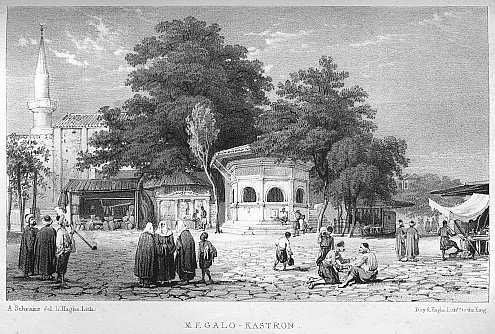
Gravat de la ciutat de Càndia al 1853, durant la dominació otomana

Una de les primeres conseqüències de la conquesta otomana fou la davallada de la població. Les ciutats pràcticament restaren buides. La vida urbana es tornà molt limitada en decaure severament el comerç, almenys durant els primers cinquanta anys de presència turca. Les xifres otomanes de 1671 de Càndia i Lassithi parlaven de 16.516 llars, o siga, 65.000 habitants per a la banda oriental. Bernard Randolph, que visità Creta el 1687 calculà la població en prop de 80.000 habitants, dels quals 50.000 eren cristians i 30.000 musulmans. Aquestes xifres, tot i que imprecises, demostren l'escassa població de l'illa. El nombre d'habitants augmentà a la primeria del segle xviii, amb 53.753 llars, la qual cosa correspon a unes 200.000 persones, i arribà a 350.000 persones a finals del segle xviii.
Els cristians foren reduïts a la condició de raïes. Eren exclosos del servei militar i havien de pagar el kharadj. Aquesta càrrega i el rigor dels ocupants feu que molts cristians es convertiren a l'islam. Els nous musulmans podien conservar les terres i els seus privilegis. També es podien convertir mitjançant matrimonis mixts. La majoria dels turcs arribaven a Creta sense esposa, i formaven una família a l'illa, tot i que els matrimonis mixts estigueren prohibits al principi. Molts turcs permeteren a les seues dones practicar la seua religió originària. D'altra banda, alguns cretencs adoptaren la religió musulmana però practicaven en secret la religió ortodoxa: se'ls coneix com a criptocristians, i n'hi hagué també en altres regions de l'Imperi Otomà.
El cultiu principal de l'època turca fou el forment, i l'illa n'era proveïdora d'Eubea, Quios i Rodes. Durant la fam al nord d'Europa de 1678, França es proveí del blat de Creta. El conreu de la vinya minvà, per la prohibició religiosa. Al segle xviii, l'expansió de la indústria del sabó feu que els cretencs s'inclinaren per la producció d'oli d'oliva, que s'exportava a Constantinoble i sobretot a Marsella, on el sabó es fabricava amb oli.

#### Rebel·lions cretenques

##### Creta i la Revolució grega de 1821
Mentre la Guerra d'independència es preparava al continent, semblava que els membres de la Societat dels Amics (Filiki Etairía) no sabien organitzar una veritable activitat revolucionària a Creta, allunyada de la resta de Grècia i sense condicions favorables per a un aixecament. S'hauria d'esperar fins als últims mesos abans de la insurrecció i el suport a la causa independentista per personatges importants de l'illa perquè l'Etairía fora activa a Creta.
Els primers símptomes d'alçament, tot i que febles, arribaren a Creta després de la insurrecció del Peloponés: la gran població otomana intimidava els cretencs, que en temien represàlies; i a més, l'illa tenia poques armes (1.200 fusells en tota l'illa). El 14 de juny de 1821 és la data oficial de l'inici de la revolució a Creta, que correspon a la victòria dels cretencs prop de la Canea, i a la primera reunió de l'Assemblea dels Cretencs. Els grecs hi guanyaren algunes batalles l'estiu de 1821, però les querelles entre els caps de guerra impediren una insurrecció eficaç.

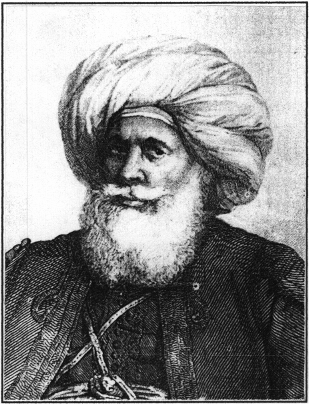
Mehemet Alí, virrei d'Egipte

De l'11 al 21 de maig de 1822, una assemblea cretenca a Armeni votà una carta constitucional i proclamà la unió de Creta amb Grècia. Els turcs, en guerra al Peloponés i en la resta de Grècia, no pogueren controlar la rebel·lió a l'illa i el soldà Mahmut II cridà al paixà d'Egipte, Muhàmmad Alí. Aquest, el 28 de maig de 1832, envià 30 naus de guerra i 84 vaixells de transport, comandats pel seu fill Ibrahim Paixà, a la badia de Suda.
Els insurgents crearen un poder propi basat en els principis de l'Assemblea Nacional d'Epidaure (22 de juny de 1823), compost per tres ministeris: guerra, economia i afers interiors. A més, una comissió de 16 membres s'encarregà de la justícia.
A la seua arribada, Ibrahim Paixà oferí la pau i declarà l'amnistia general, però els insurgents no deposaren les armes. Llavors Muhàmmad demanà ajut al seu cunyat Hussein Bey, que amb un exèrcit de 12.000 soldats conquistà una a una les regions de l'illa. Es rendiren molts comandants cretencs, mentre la flota grega evacuava 10.000 persones des del poblat de Loutro. El nombre de cretencs que abandonaren Creta en els primers mesos de 1824 foren 60.000. Al 1825, hi havia cretencs en la rebel·lió del Peloponés que intentaven reviure la lluita a l'illa.
El 1828, el tractat de Londres tingué impacte en l'afer cretenc. Els comandants rebels creien que les regions de llengua grega en lluita contra l'Imperi Otomà formarien part del nou estat grec. Per tant, l'objectiu dels insurgents fou mantenir Creta en un estat de rebel·lió permanent que en garantira la independència. Però el tratac d'Adrianòpolis de 1829 deixà Creta dins de l'Imperi Otomà. El Regne Unit s'oposava a la independència de Creta, malgrat les protestes de l'Assemblea Cretenca. El Regne Unit pretenia que Rússia no pogués incrementar la seua influència en la Mediterrània oriental, en una època en què la diplomàcia russa triomfava als Balcans i no volia que l'alliberament de Grècia semblés estar relacionat amb la victòria de l'exèrcit rus.

##### Dominació egípcia
El protocol de Londres de 1830 cedí Creta a Muhàmmad Alí, així com Xipre i Síria, a causa dels serveis que devien al soldà durant la revolució grega. Com a governador de l'illa, Muhàmmad Alí nomenà un albanés, Mustafà Paixà. Aquest cridà a la calma, acordà una amnistia general i convidà els emigrants a tornar, la qual cosa feu que la població cristiana s'incrementara a 120.000 habitants. S'hi instauraren dos consells mixts. En aquesta època, s'hi realitzaren nombroses obres públiques: camins, ponts, aqüeductes i, per primera vegada des de l'època veneciana, s'hi construïren nous ports.
La implicació de Muhàmmad Alí en un conflicte contra l'Imperi Otomà i la seua derrota a Síria clivellaren el poder egipci a Creta. Les grans potències, en la seua voluntat de mantenir intacte a l'Imperi Otomà, decidiren atorgar Creta a l'Imperi Otomà després del tractat de Londres del 3 de juliol de 1840. És per això que hi hagué un nou intent d'insurrecció, que no tingué èxit (febrer a abril de 1841).
Mustafà Paixà hi tornà el 31 d'octubre de 1842 i hi romangué fins a 1850, data en què n'esdevingué gran visir. Canviaren la capital a la Canea al 1851 i dividiren l'illa en 23 províncies (Kazades).
Les revolucions de 1848 tingueren un ressò favorable a Creta, però no s'hi produí cap rebel·lió. El 30 de març de 1856, el tractat de París obligà el soldà a aplicar-hi l'Hatti-Houmayoun, és a dir, la igualtat civil i religiosa entre cristians i musulmans. Però davant l'elevat nombre de conversions de musulmans al cristianisme (sobretot antics cristians), l'imperi intentà retractar-se sobre la llibertat de consciència.
Fins a la independència de 1898, els aixecaments seguiren el camí entreobert per l'Hatti-Houmayoun.

##### La gran rebel·lió de 1866

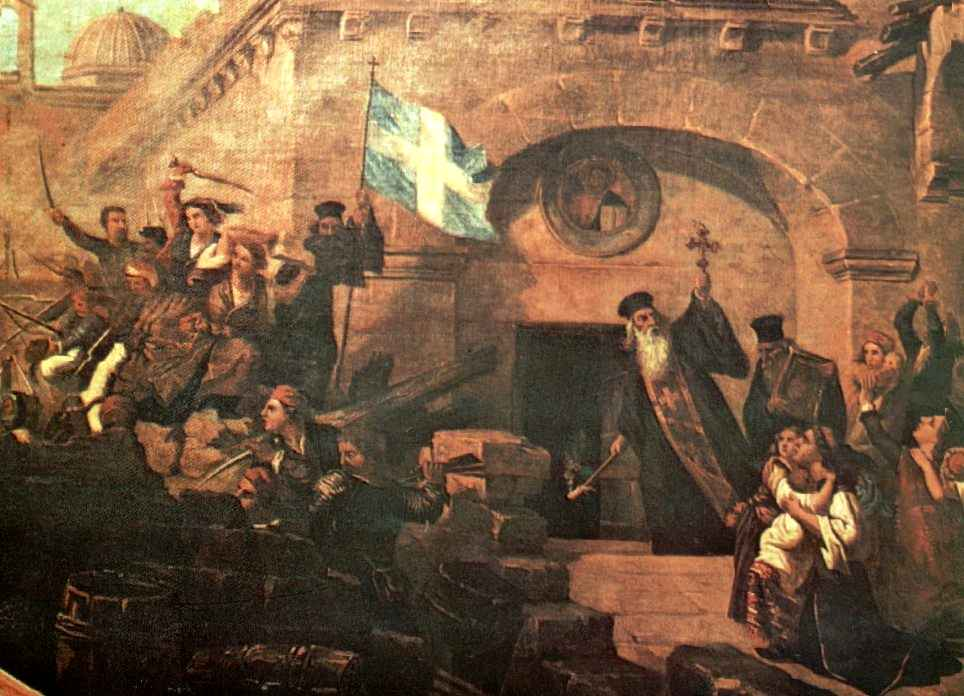
Pintura de la massacre d'Arkadi de 1866

L'aixecament del poble al 1866 es degué a la reticència turca a aplicar l'Hatti-Houmayoun de manera estricta i a la intervenció d'Ismaïl Paixà, virrei d'Egipte i governador de Creta des de 1861, en un conflicte relacionat amb l'organització dels monestirs cretencs. Aquest conflicte provocà reaccions violentes al si de la població cristiana. Una assemblea revolucionària al 1866 demandà la unió de Creta amb Grècia. La insurrecció tingué el clímax en la massacre del monestir d'Arkadi, al novembre de 1866, quan centenars de rebels cretencs, amb dones i nens, preferiren morir fent esclatar la reserva de pólvora del monestir abans que rendir-se.
El novembre de 1867, Alí proposà la Llei orgànica, que contenia certs privilegis: una representació limitada de cretencs en l'administració de l'illa, desgravaments fiscals, establiment d'un banc i l'equivalència plena de les llengües turca i grega. El gener de 1869, la Conferència de París, que es realitzà sense representants grecs, instà el govern hel·lènic a abstenir-se de tota acció militar a Creta; fou declarada província privilegiada, governada segons els estatuts especials acordats el 1867. La insurrecció de 1866 feu que Creta fos inclosa per les grans potències europees dins de la «Qüestió d'Orient».

### Creta contemporània

#### Independència de Creta

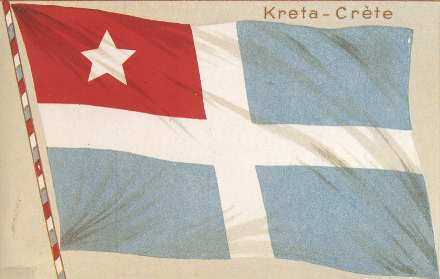
Bandera de la Creta autònoma

El 1895, la massacre d'armenis a Anatòlia commocionà l'opinió pública internacional i obligà les grans potències a interessar-se en el destí de Creta. La Sublim Porta reemplaçà el governador turc de Creta per un cristià, Alexandros Karatheodoris. Els turcocretencs, oposats a aquesta nominació, perpetraren massacres de cristians per obligar Karatheodoris a dimitir. En reacció, s'hi constituí una assemblea revolucionària amb el suport del cònsol de Grècia.
La tensió hi augmentà amb els actes de violència perpetrats pels turcocretencs. L'11 de maig de 1896, foren massacrats diversos grecocretencs a La Canea i rodalia. Incidents semblants ocorregueren a Càndia, i portaren les potències a intervenir pressionant Istanbul perquè el govern turc hi fes més concessions. A La Canea, els cònsols de les grans potències atorgaren una Constitució als representants cristians de Creta. Els punts principals n'eren: a) la nominació d'un governador cristià per un període de cinc anys; b) el nombre d'ocupacions reservades als cristians havia de ser el doble de les musulmanes; c) la policia cretenca havia de ser dirigida per oficials europeus, i d) garantir una plena independència econòmica i judicial a l'illa, que la garantirien les grans potències.
La situació es relaxà un temps, però la tensió es revifà perquè l'Imperi Otomà tardava a posar en pràctica la Constitució. A mitjan gener de 1897, tornà a haver-hi massacres de grecocretencs; a La Canea, incendiaren la residència del bisbe, el mateix que els barris cristians.
Aquestes matances provocaren la intervenció de Grècia, que envaí l'illa, i la unificà al seu territori l'1 de febrer de 1897. L'Imperi Otomà demanà la intervenció de les potències europees. França, el Regne Unit, Itàlia, Rússia, l'Imperi austrohongarés i Alemanya enviaren naus de guerra a La Canea, Càndia, Retin i Sitia. Les potències no reconegueren la unió de Creta i Grècia, i proposaren l'autonomia de l'illa el 17 de febrer de 1897. Grècia la rebutjà, el mateix que la idea d'un principat. Aquestes circumstàncies tingueren ressò a Catalunyaː el març de 1897 les entitats catalanistes expressaren el seu suport al rei de Grècia mitjançant un acte públic i un Missatge dels catalans a S.M. Jordi I, rei dels hel·lens.
A l'abril, la Guerra greco-turca obligà a Grècia a retirar les tropes de Creta per utilitzar-les al continent. Els grecs, derrotats per l'exèrcit turc entrenat per Alemanya, sol·licitaren la intervenció de les potències. Així s'extingia la possibilitat d'una unió amb Grècia i els líders cretencs hagueren d'acceptar l'autonomia.
Creta romangué sota l'Imperi Otomà. Alemanya i Àustria-Hongria evacuaren les tropes i a causa del seu interés creixent per Turquia, abandonaren la qüestió cretenca. Gran Bretanya, França, Rússia i Itàlia hi mantingueren les tropes per introduir-hi reformes. Aquests dividiren l'illa en quatre parts, que administraren separadament, mentre que la capital, La Canea, la controlaren conjuntament amb un consells d'almiralls. El 26 de novembre de 1898, les potències proposaren com a governador el príncep Jordi de Grècia, fill del rei hel·lé.

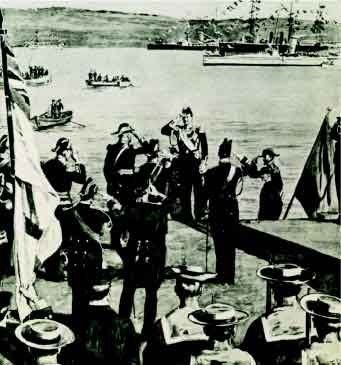
Arribada del príncep Jordi de Grècia a Suda, el 1898

Un consell executiu, del qual formava part Eleutherios Venizelos, administrà l'illa fins a l'arribada del príncep. Aquest consell fou testimoni de l'últim esdeveniment tràgic de la presència turca: el 25 d'agost de 1898, un motí turc acabà amb una matança de centenars de cristians, 17 soldats britànics i del cònsol britànic a Creta. Els soldats otomans foren expulsats de l'illa el 2 de novembre de 1898. El príncep Jordi hi arribà el 9 de desembre i les potències deixaren només alguns contingents militars a l'illa. Molts turcocretencs abandonaren la seua llar: el cens de 1900 calculava la població musulmana en 1/9 de la població total, contra 1/3 del 1881.
El govern del príncep Jordi elaborà una constitució, la primera de l'illa. S'hi feren eleccions, que designaren 138 diputats cristians i 50 musulmans. De 1898 a 1904, Creta tingué un període de pau, tot i que les opinions divergents en la població sobre el destí de l'illa.
En la primavera de 1905 esclatà una rebel·lió contra el govern cretenc, dirigida per Eleutherios Venizelos, que denuncià la corrupció al voltant del príncep Jordi. Aquest últim fou reemplaçat per Alexandros Zaimis, antic president del consell hel·lènic. El mandat de Zaimis no arribà als cinc anys previstos. El 1908, la comissió que el reemplaçà en una absència proclamà l'Enosi a Grècia el 10 d'octubre de 1908. La unió fou rebutjada per la pressió del Regne Unit, però s'assolí l'evacuació de les tropes estrangeres. Així, Creta accedí a una independència de facto, encara que en teoria romania sota sobirania turca.
El període d'independència hi propicià la creació econòmica i intel·lectual: s'hi feren moltes obres d'infraestructura i luxosos edificis públics o privats.

#### L'Enosi
Aprofitant els desordres interiors de l'Imperi Otomà al 1908, els cretencs declararen la unió amb Grècia, una acta que no fou reconeguda internacionalment fins a 1913.
Al principi, fins i tot la mateixa Grècia es negà a reconèixer la unió, tement represàlies de les grans potències. Per tant, hi hagué una sèrie de governs provisionals composts per polítics cretencs (el d'Eleutherios Venizelos durà fins a 1910).

Amb el tractat de Bucarest de 1913, que posà fi a la Segona Guerra dels Balcans, el soldà Mehmet V renuncià als seus drets sobre Creta. La bandera grega s'hissà a la fortalesa de La Canea davant el rei Constantí I de Grècia i d'Eleutherios Venizelos l'1 de desembre de 1913. Al mateix lloc, s'erigí una placa de marbre que deia:
| « | Traducció al català: Ocupació turca de Creta 1669–1913 267 anys, 7 mesos, 7 dies d'agonia. | Llengua original: Τουρκοκρατία εν Κρήτη 1699–1913, ητοι 267 έτη, 7 μήνες και 7 ημέρες αγωνίας | » |

El primer governador grec fou l'antic primer ministre Stephanos Dragumis.

#### Creta en el si de Grècia

##### Economia i societat en els primers anys de la unió
L'historiador Detorakis opina que, econòmicament, Creta es trobava en millor situació que la majoria de regions gregues. Un indici n'era que les exportacions superaren les importacions al 1928.
L'economia local es basava principalment en l'agricultura, sobretot en el cultiu de l'olivera. Hi havia 80.000 hectàrees d'oliverars que produïen 25.000 tones d'oli. La producció de vi es donava a Càndia i La Canea. Altres conreus en gran escala eren els d'ametlles, cítrics, nous, tabac i seda. La ramaderia s'expandí en aquest període, i la producció de formatge.
Quant a la indústria, a més de les velles fàbriques de sabó de Càndia, s'implantaren fàbriques de transformació del raïm o de cítrics. Al 1928, però, la indústria cretenca només representava el 2% de la producció industrial del Regne de Grècia.

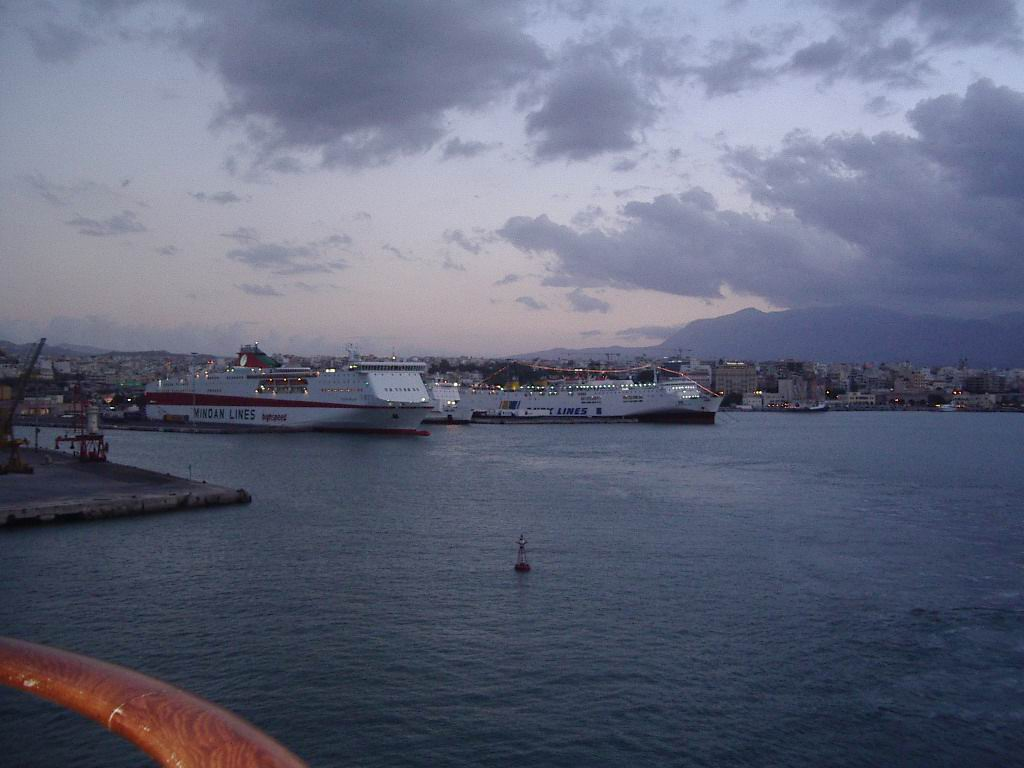
El nou port de Càndia

S'hi realitzaren obres de gran envergadura, com la construcció del nou port de Càndia, capaç d'atendre vaixells de gran tonatge, i l'obertura de dos aeroports, a Màleme i Càndia.
La Creta dels anys 1910 era un bastió del venizelisme. Al 1915, Eleutherios Venizelos s'oposà a Constantí I amb motiu de l'entrada de Grècia en la Primera Guerra Mundial del costat aliat, posició que el ministre defensava. L'illa recolzà Venizelos quan fundà un Govern de defensa nacional amb base a Tessalònica, que controlava el nord de Grècia i s'alià a França i al Regne Unit.
La derrota de Grècia enfront de l'Imperi Otomà el 1922 provocà l'arribada a Grècia de refugiats grecs de l'Àsia Menor. Creta rebé molts refugiats, sobretot d'Esmirna. El tractat de Lausana de 1923 permeté l'intercanvi de població entre Grècia i Turquia. El que quedava de població turca a l'illa, unes 30.000 persones, foren evacuades i les seues antigues terres les repartiren entre els grecocretencs: unes 10.000 hectàrees entre 17.000 grecs. Prop de 33.900 refugiats arribaren a Creta. Al 1928, els refugiats arribats d'Àsia Menor i Tràcia oriental sobrepassaren en alguns demos cretencs el 10% de la població: és el cas dels demos de La Canea, Retin i Pirgos, i a Càndia en superaren el 20%.
La població augmentà: el cens de 1928 reportava 386.427 habitants contra els 336.151 de 1913. Després de diversos segles de presència turca, la població era gairebé exclusivament ortodoxa, tret d'algunes petites comunitats jueves i armènies concentrades a les ciutats.
A la fi de la dècada de 1930, Grècia se sotmeté al govern dictatorial de Ioannis Metaxàs. El 28 de juliol de 1938, un grup d'oficials i vells polítics prengueren l'estació de ràdio de La Canea i feren una crida a Jordi II i a l'exèrcit per enderrocar el règim de Metaxàs. La marina grega fou enviada a Creta i sufocaren l'alçament. Els dirigents capturats foren condemnats a presó o a l'exili a les Cíclades. Els que escaparen a Xipre foren condemnats a mort.

#### Creta durant la Segona Guerra mundial

##### Invasió de Grècia

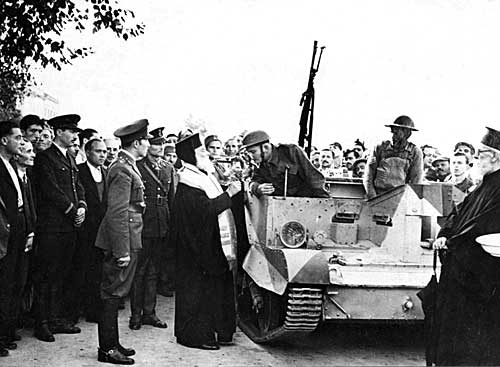
Un sacerdot cretenc beneeix els soldats britànics a Creta abans de ser embarcats cap a Grècia

El 1939, el Regne Unit garantí ajuda militar a Grècia si la seua integritat territorial era amenaçada. El govern britànic no volia que Creta caigués en mans enemigues, perquè la consideraven una defensa natural d'Egipte, del canal de Suez i de la ruta de l'Índia. Les tropes britàniques ocuparen Creta amb consentiment del govern grec a partir del 3 de novembre de 1940, per alliberar la cinquena divisió grega de Creta i enviar-la al front albanés.
La invasió de Grècia per les forces de l'Eix començà el 6 d'abril de 1941 i es completà en poques setmanes malgrat la intervenció dels exèrcits de la Commonwealth del costat de Grècia. Jordi II i el govern d'Emmanouil Tsouderos abandonaren Atenes i es refugiaren a Creta el 23 d'abril. L'illa també acollí les tropes de la Commonwealth que fugien de les platges de l'Àtica i del Peloponés, per organitzar-hi un nou front de resistència.

##### Batalla de Creta

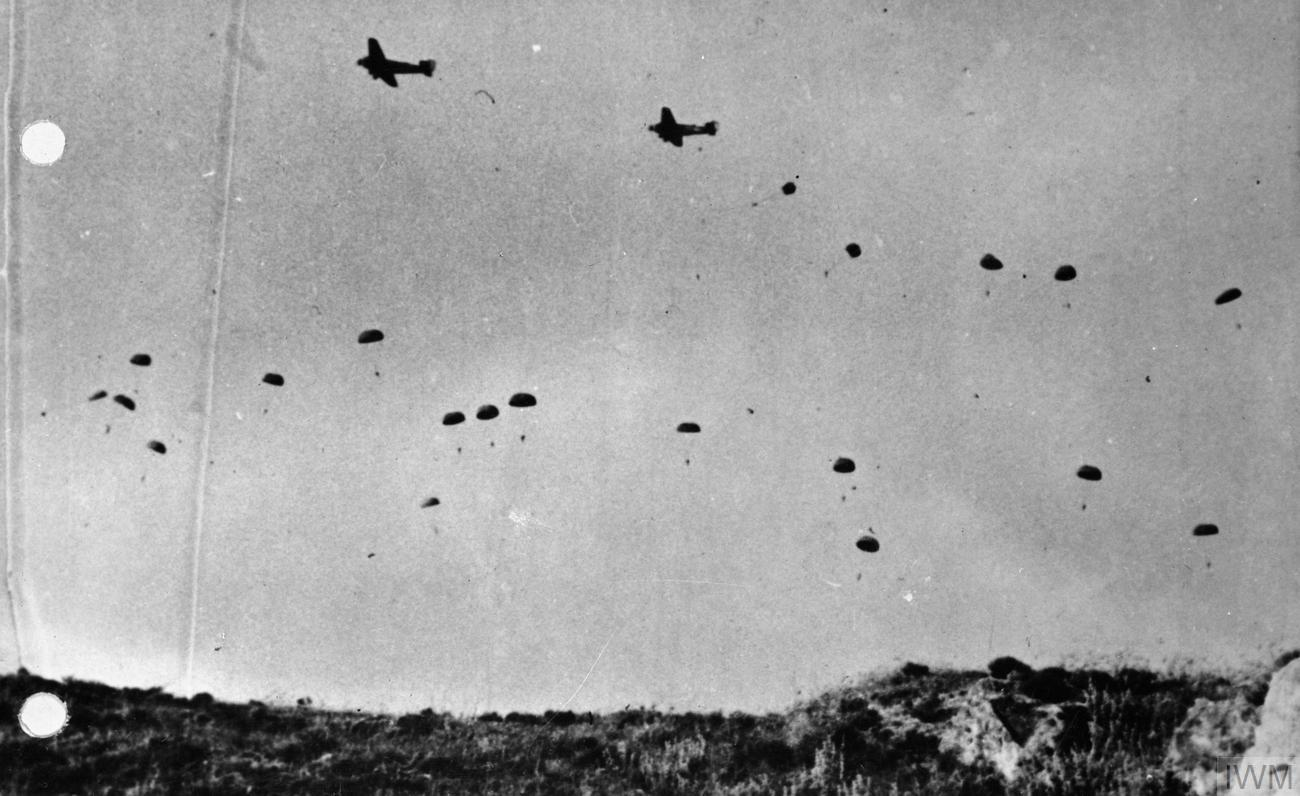
Paracaigudistes alemanys al cel de Creta

Després de la conquesta de Grècia continental, Alemanya marxà cap a Creta, l'última etapa de la campanya dels Balcans. La batalla de Creta enfrontà les tropes britàniques i aliades (neozelandeses, australianes i gregues) als paracaigudistes alemanys durant 10 dies, del 20 al 31 de maig de 1941.
El matí del 20 de maig de 1941, el Tercer Reich llançà una invasió sobre Creta per aire, amb el nom d'Operació Mercuri. Caigueren 17.000 paracaigudistes alemanys a les ordres del general Kurt Student en tres punts estratègics: Maleme, Càndia i Retin. Volien controlar els tres aeròdroms per permetre l'arribada de reforços transportats per la Luftwaffe, que tenia supremacia a l'espai aeri, mentre que l'Armada Britànica encara conservava el domini del mar i hi impedia qualsevol intent de desembarcament.

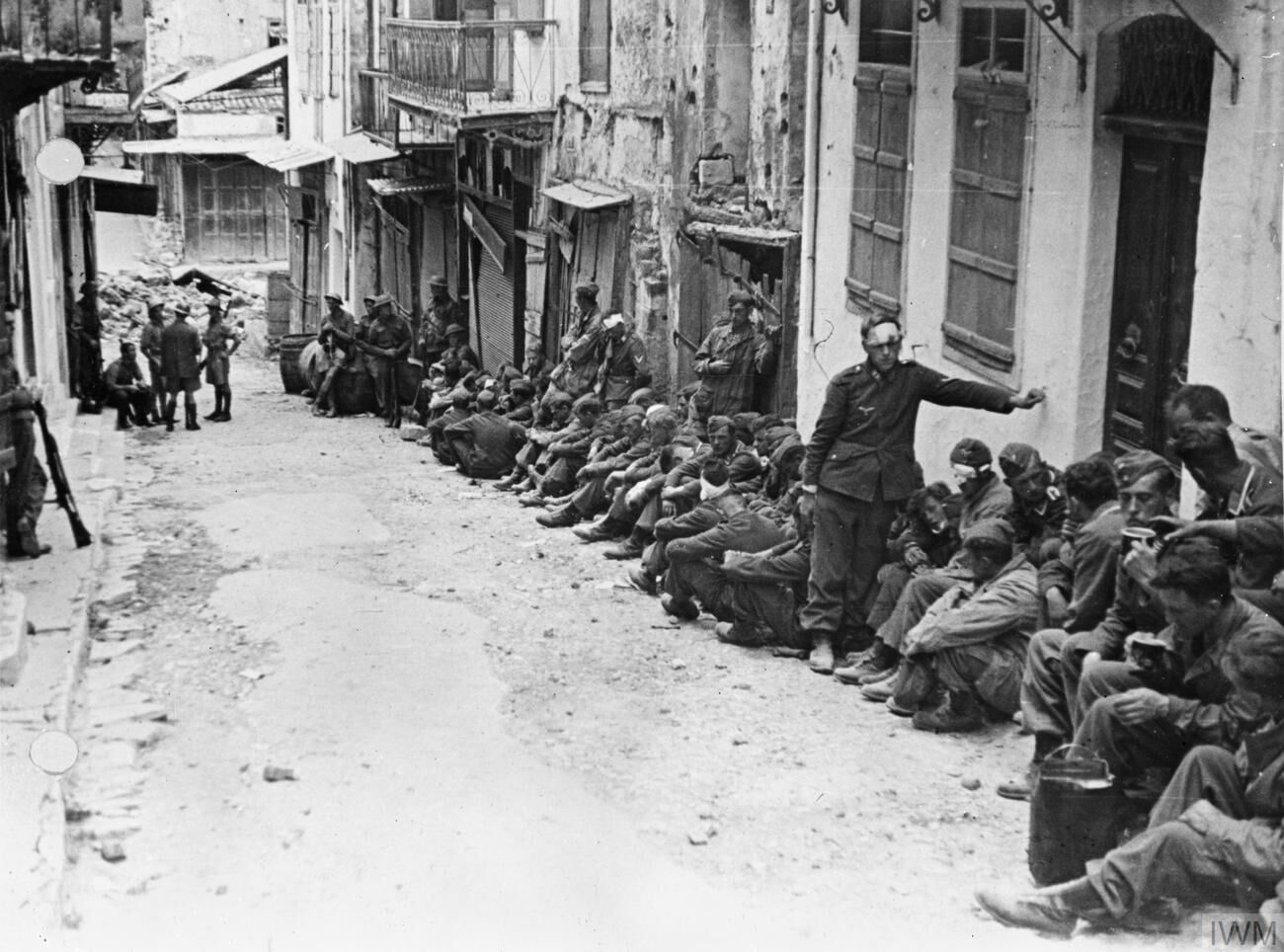
Presoners alemanys

Els invasors es trobaren amb una fèrria resistència dels grecs, de les tropes de la Commonwealth i dels civils. Després d'una jornada de combats, Alemanya no havia aconseguit el seu objectiu i havia perdut més de 4.000 soldats.
Els alemanys, però, aconseguiren l'aeroport de Maleme. Assegurada aquesta ciutat, hi desembarcaren per milers, malgrat que dos dels seus vaixells foren enfonsats per l'Armada Britànica el 21 i 22 de maig, i sotmeteren tota la part occidental de l'illa. Després de set dies de combats, els aliats reconegueren haver perdut tota esperança de victòria. L'1 de juny de 1941 els aliats evacuaren Creta, que restà sota control alemany. El general Kurt Student declarà que Creta havia estat «el cementeri dels paracaigudistes alemanys» i una «victòria desastrosa».

##### Ocupació i resistència
Les tropes alemanyes es revenjaren de les dificultats que patiren durant la conquesta de l'illa arrasant el poblat proper a la Canea, el 3 de juny de 1941. La presa d'aquest poble havia costat la pèrdua de molts soldats. El 3 de juny de 1942, 62 ostatges, entre els quals es trobaven ciutadans notables de Càndia foren executats a l'aeroport de la ciutat, en represàlia apes sabotatges dels britànics i dels grecs resistects El 3 de setembre de 1942, l'ex alcalde Alexandros Rautopoulos, cap del Comitè Nacional Revolucionari Cretensc, fou executat a La Canea després de ser torturat. Els primers grups de la resistència creteneca es formaren a les muntanyes el juny de 1941. El gener de 1942, les tropes alemanyes envoltaren les els membres de la resistència d'Asterousia a la regió de Messara. Els rebels es resistiren a escapar després de combats intensos. Al setembre de 1943, les tropes d'ocupació s'enfrontaren als resistents comandats pel capità Bantouvas a la regió de Symé: hi hagué 23 soldats alemanys morts i tretze presoners.
En represàlia, els alemanys destruïren onze llogarets i afusellaren 352 persones. Uns 400 ostatges que anaven a executar, els salvà la intervenció d'Eugenios Psalidakes, futur arquebisbe de l'illa. El 4 de maig de 1944, les tropes alemanyes arrasaren el llogaret de Saktouria, prop de Retin, i tota la població masculina major de 15 anys fou executada. El 13 d'agost li tocà el torn a Anogeia, on només se'n salvaren les esglésies. El 15 d'octubre de 1944, la resistència cretenca impedí la massacre del poble de Phournies a la regió de La Canea. El mateix succeí a Vryses, a la mateixa regió, dos mesos més tard. La guarnició alemanya de Creta no es rendí fins al 12 de maig de 1945. Després de la contesa, els generals Friedrich-Wilhelm Müller i Bruno Bräuer foren jutjats, condemnats i afusellats a Atenes per aquests crims.

#### Creta en l'actualitat
La Guerra Civil grega que assolà Grècia als anys següents a la Segona Guerra mundial no es donà a les illes. Creta encetà un període de reconstrucció d'una manera més serena que les altres regions gregues.
L'emigració, però, hi fou important. L'illa aportà un 9% d'immigrants a Atenes. A Alemanya, el 56% dels immigrants grecs eren cretencs; l'11% dels immigrants grecs de Bèlgica i Austràlia i el 3,8% dels dels Estats Units procedien de Creta.

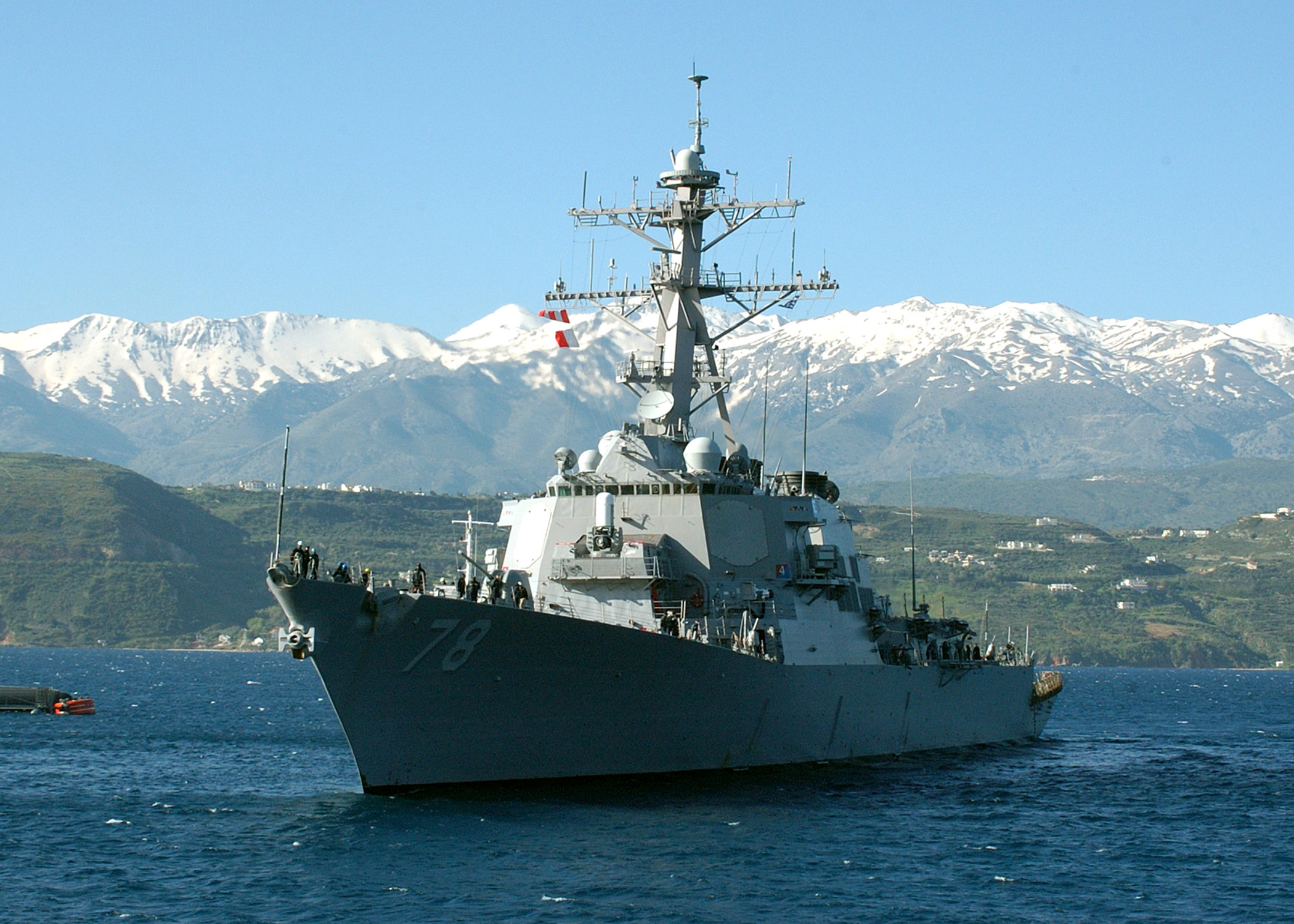
El destructor nord-americà USS Porter a la badia de Suda (abril de 2006)

Ja en la segona meitat del segle xx, l'aspecte estratègic de la posició de Creta seguia interessant les grans potències. L'exèrcit nord-americà, volent-se implantar en l'Europa oriental, obrí bases militars a Grècia: les de Gournes i Suda a Creta (1969). El govern nord-americà ha estat poc popular a Grècia per haver recolzat la dictadura dels coronels de la dècada de 1970. Al juny de 1981, una important manifestació, recolzada entre altres per l'alcalde i el bisbe de Càndia, bloquejà el port de Suda, en protesta contra la presència nord-americana en sòl grec. El 1985, Andreas Papandreu, primer ministre, prometé el tancament de totes les bases nord-americanes a Grècia abans de 1988. La base de Gournes tancà les portes el 1993, però la de Suda encara és oberta.

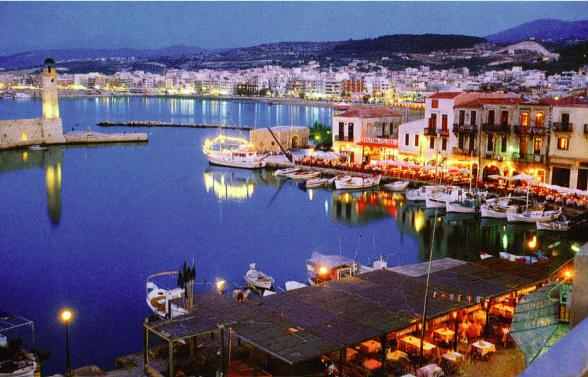
El port de Retin, envoltat de restaurants i tavernes. En segon pla, la línia de costa de la ciutat, plena d'hotels

La segona meitat del segle xx representà l'auge del turisme a Creta, i a la resta de Grècia. Una comparació de les instal·lacions turístiques entre 1975 i 1995 permet comprendre millor aquesta esplendor. La variació en el nombre de llits d'habitacions de lloguer és superior al 700% per al conjunt de l'illa i de 900% per a la prefectura de Càndia. El 2005, Creta tenia 1.506 hotels de totes les categories, amb 143.480 llits, amb una taxa d'ocupació del 72,8%, la més elevada de Grècia. Al 2006, Creta albergà 1.700 000 dels 11 milions de turistes que arribats a Grècia. Amb prop de 764.000 turistes, la ciutat de Càndia i rodalia és la segona destinació turística després d'Atenes.
El 2004, durant els Jocs Olímpics d'Atenes, Càndia fou una de les sis ciutats seu dels jocs, juntament amb Atenes, Salònica, Volos, Olímpia i Patres.
La població era de 623.666 habitants al 2005.

### Obres antigues i modernes
- Aristòtil, Política
- Heròdot, Història, llibre VII
- Homer, Ilíada
- Plató, Lleis
- Estrabó, Geografia
- Tucídides, Història de la guerra del Peloponés
- Xenofont, Anàbasis
- Fets dels Apòstols (Nou Testament)
- Saule de Tars, Carta a Titus
- Brooks, E. W. «The Arab Occupation of Crete» (en anglès). The English Historical Review, 28, 111, 7-1913.
- Daru, Pierre. Histoire de la République de Venise (en francès).  F. Didot Frères, 1821.
- Droysen, Johann Gustav. Histoire de l'Hellénisme (en francès). 2003.  Robert Laffont, 1883. ISBN 2-221-08758-5.
- Lacroix, Louis. Îles de la Grèce (en francès).  F. Didot Frères, 1853.

### Obres recents
- An Index of Events in the Military History of the Greek Nation. Army History Directorate publication (en anglès).  Hellenic Army General Staff, Army History Directorate, 1998. ISBN 9789607897275.
- Beevor, Antony. Crete: The Battle and the Resistance (en anglès).  Penguin Books, 1992. ISBN 0-14-016787-0.

- Bailey, Robert H. Partisans and Guerrilles (World War II) (en anglès).  Time Life UK, 1979. ISBN 0-8094-2490-8.
- Braudel, Fernand. Mémoires de la Méditerranée (en francès), 1998. ISBN 2-7441-2834-1.
- Buckley, Christopher. Greece and Crete 1941 (en anglès).  Efstathiadis, 1984. ISBN 960-226-041-6.
- Clark, Alan Clark. The Fall of Crete (en anglès).  Cassel, 2002. ISBN 0-304-35348-5.
- Dalègre, Joëlle. Venise en Crète.  Presses de l'Inalco, 2019.
- Detorakis, Theocharis I. History of Crete (en anglès).  Iraklion, 1994. ISBN 960-220-712-4.
- Greene, Molly. Shared World: Christians and Muslims in the Early Modern Mediterranean (en anglès).  Princeton University Press, 2002. ISBN 978-0-691-09542-4.
- Hetherington, Paul. The Greek Islands. Guide to the Byzantine and Medieval Buildings and their Art (en anglès).  Quiller Press, 2001. ISBN 1-899163-68-9.
- Kalogeraki, Stella. Rethymno: Soul of Crete (guia turística) (en anglès).  Mediterraneo Editions, 2006. ISBN 978-9608227125.
- Kariphilaki, I.; Karataraki, L.; Kephaloyanni, Z. Crète (guia turística) (en francès).  Marmataki frères.
- Lepelley, Claude. «Rome et l'intégration de l'Empire». A: Approches régionales du Haut-Empire romain (en francès). 2.  Nouvelle Clio, 1999. ISBN 2-13-048711-4.
- Lonis, Raoul. La Cité dans le monde grec (en francès).  Armand Colin, 2000. ISBN 2-09-190890-8.
- Milers, George C. «Byzantium and the Arabs: Relations in Crete and the Aegean Area». Dumbarton Oaks Papers, 18, 1964.
- Ostrogorski, Georgije. Histoire de l'État byzantin (en francès).  Payot, 1998. ISBN 978-2-228-90206-9.
- Sivignon, Michel. Atles de la Grèce (en francès).  La Documentation Française, 2003. ISBN 2-11-005377-1.
- Svoronos, Nicolas. Histoire de la Grèce moderne (en francès).  PUF, 1972.
- Terrades, Marc. Le Drame de l'hellénisme. Ion Dragoumis (1878–1920) et la question nationale en Grèce au début du XXe siècle (en francès).  L'Harmattan, 2005. ISBN 2-7475-7788-0.
- Tulard, Jean. Histoire de la Crète (en francès).  PUF, 1979. ISBN 2-13-036274-5.
- (en francès) Jean Tulard, Histoire de la Crète, PUF, 1979. (ISBN 2-13-036274-5)
- van Creveld, Martin «In the Shadow of Barbarossa: Germany and Albània. January–March 1941». Journal of Contemporary History, 7, 3-4, juillet 1972.
- Vassilakis, Adonis. La Crète minoenne (en francès), 2000. ISBN 960-500-344-9.
- Willetts, R. F.. The Civilization of Ancient Crete (en anglès).  Phoenix Press, 2004. ISBN 978-1-84212-746-9.
- Woodhouse, C. M.. Modern Greece, A short history (en anglès).  Faber & Faber, 1998. ISBN 0-571-19794-0.